# طنجة
طنجة (باللغات الأمازيغية: ⵟⴰⵏⵊⴰ) هي مدينة مغربية تقع شمال المملكة المغربية على الساحلين البحر الأبيض المتوسط والمحيط الأطلسي، يبلغ عدد سكانها 1,275,428 نسمة، وفق الإحصاء العام للسكان والسكنى 2024، وهي بذلك ثاني أكبر مدينة في المغرب من حيث عدد السكان. تتميّز طنجة بكونها نقطة التقاء بين البحر الأبيض المتوسط والمحيط الأطلسي من جهة، وبين القارة الأوروبية والأفريقية من جهة أخرى. طنجة هي عاصمة جهة طنجة تطوان الحسيمة وهي من أهمّ المدن في المغرب. وتعتبر المدينة واحدة من أهم مراكز التجارة والصناعة في شمال أفريقيا كما تعد قطباً اقتصاديًا مهمّا لكثرة مقار المؤسسات والمقاولات، وأحد أهم المراكز السياسية والاقتصادية والثقافية والتعليمية بالمغرب.
تاريخ مدينة طنجة غني جداً نظرًا لكونها مركز التقاء للعديد من الحضارات المتوسطية. فقد أُنشئت المدينة لتكون حاضرة أمازيغية ومرفأً قرطاجيّا خلال القرن الخامس قبل الميلاد. وقد أثرت عدة حضارات متعاقبة على هذه المدينة بدءًا باليونانيين وانتهاءً بالحضارة الإسلامية.
لقد أثرت العديد من الحضارات والثقافات على تاريخ طنجة، بدءًا من ما قبل القرن العاشر قبل الميلاد. بدأت مدينة طنجة كمدينة فينيقية استراتيجية ومركز تجاري، وأصبحت بمثابة نقطة اتصال للعديد من الثقافات. وفي عام 1923، أصبحت منطقة دولية تديرها القوى الاستعمارية وأصبحت وجهة للعديد من الدبلوماسيين والجواسيس والبوهيميين والكتاب ورجال الأعمال الأوروبيين والأمريكيين. وانتهت هذه الحالة مع استقلال المغرب، على مراحل بين عامي 1956 و1960.
بحلول أوائل القرن الحادي والعشرين، كانت طنجة تشهد تطورًا وتحديثًا سريعًا. تشمل المشاريع مشاريع سياحية على طول الخليج، ومنطقة تجارية حديثة تسمى طنجة سيتي سنتر، ومبنى للمطار، وملعب لكرة القدم. من المتوقع أن يستفيد اقتصاد طنجة بشكل كبير من ميناء طنجة المتوسط.

## التسمية

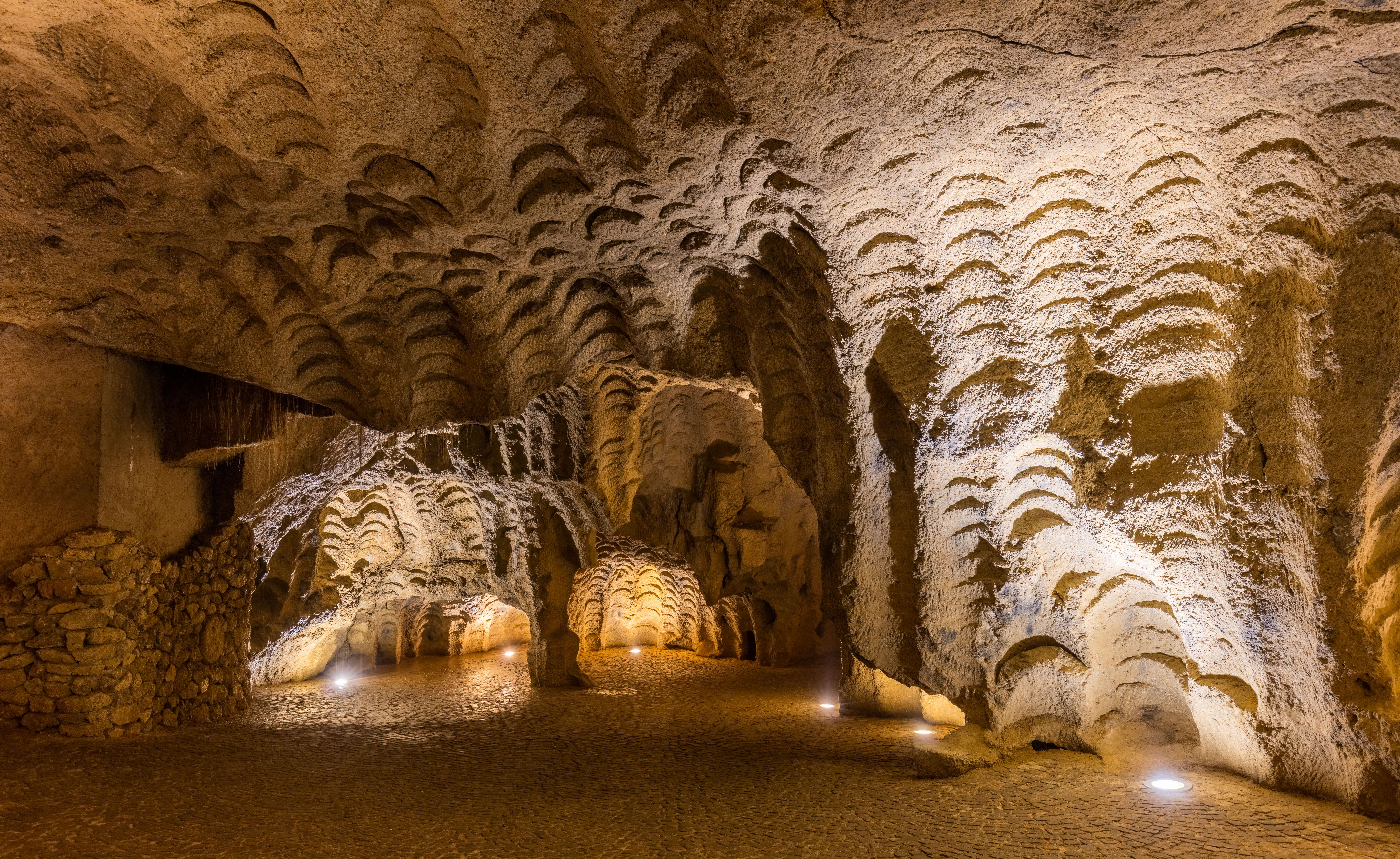
مغارة هرقل،
تعني باللغة الأمازيغية طنجة أو تينّج tinnj يعني المنطقة العليا أو اتجاه الشمال
تقع في الجزء الغربي من مدينة طنجة.

سُمّيت المدينة قديما باسم تِنْكا "Tinga" وتِتْكا "Titga" وتِنْكِيس "Tingis" وتَنْتْدِيا "Tantdia" وطنكِير "tanger". ولو بحثنا في اللغة الأمازيغية المحلية سنجد أن الأسم يتكون من كلمتين، الأولى «تِنْ» وتفيد في الأمازيغية الوصف والنسبة، وتعني هنا بصيغة التأنيث «ذات» أو «التي في», أما الكلمة الثاني وهو «إِكِـّ» أو «إِكِـّر» فمعناه «المرتفع» أو «العالي». وبالتالي فيمكن القول أن معنى الأسم هو ذات المكان المرتفع أو العالية وهذا الوصف لا زال يطلق على المدينة إلى الآن.
أما الأسطورة الشفوية المتداولة بين بعض سكان مدينة طنجة أنه بعد الطوفان ضلت سفينة نوح الطريق خلال البحث عن اليابسة، وذات يوم حطت حمامة فوق السفينة وشيء من الوحل في رجليها، فصاح ركّاب السفينة «الطين جا، الطين جا»، أي اقتربت اليابسة، ومن ثم سميت المنطقة «طنجة».
كما تشتهر الأسطورة الإغريقية بين المغاربة والتي تقول إن أنتي ابن بوسيدون وغايا كان يهاجم المسافرين ويقتلهم وقد صنع من جماجمهم معبداً أهداه لأبيه، وأطلق على مملكته اسم زوجته طِنجة وكانت تمتد من سبتة إلى ليكسوس.
وفي معركة قوية بين هرقل وأنتي استطاع هرقل أن يهزمه، وفي الصراع شقّت إحدى ضربات سيفه مضيق البوغاز بين أوروبا والمغرب والمغارات المشهورة باسمه، ثم تزوج بعد ذلك زوجة أنتي، فأنجبت له سوفوكس الذي أنشأ مستعمرة طنجيس. ويقال كذلك وفق أسطورة أخرى أنها تحمل اسم الآلهة «تِنجِيس» ابنة الإله أطلس.
خلال العصور الإسلامية حافظت المدينة على تسميتها طنجة، لكن أطلق المسلمون عليها عدة تسميات كالبيضاء وليلى. وحالياً تلقب المدينة عادة بجوهرة الشمال أو بعاصمة البُوغاز .

## التاريخ
- الدولة الأموية 707–750
- الدولة العباسية 750–795
- الدولة الإدريسية 789–921
- الدولة الفاطمية 921–925
- الدولة الإدريسية 925–927
- الدولة الفاطمية 927–937
- الدولة الإدريسية 937–951
- خلافة قرطبة 951–1073
- الدولة المرابطية 1073–1147
- الدولة الموحدية 1147–1258
- الدولة المرينية 1258–1465
- الدولة الوطاسية 1465–1471
- الدولة البرتغالية 1471–1580
- الاتحاد الإيبيري 1580–1640
- الدولة البرتغالية 1640–1661
- مملكة إنجلترا 1661–1684
- الدولة العلوية 1684–1912
- المحمية الاسبانية 1912–1924
- منطقة دولية 1924–1956
- المملكة المغربية 1956–حاضر

### العصور القديمة
تعد طنجة من بين أقدم مدن المغرب ويدرجها المؤرخون والجغرافيون مثل ابن حوقل والحسن الوزان وغيرهم ضمن المدن الأزلية، أسسها السكان المحليون حوالي القرن الرابع عشر قبل الميلاد واستوطنها التجار الفينقيون في القرن العاشر قبل الميلاد؛  وسرعان ما تبوأت مركزا تجاريا على سواحل البحر الأبيض المتوسط. ضمتها الإمبراطورية الرومانية في القرن الأول ميلادي وأصبحت سنة 42م عاصمة للمقاطعة الرومانية (موريطانيا الطنجية). سنة 534 استولى البيزنطيون على المدينة التي فوض حكمها لأحد الأسر الغمارية المحلية والتي ينتمي اليهم يوليان الغماري وذلك باسم قيصر القسطنطينية حتى فتحها الأمويون عام 702.

### العصور الإسلامية

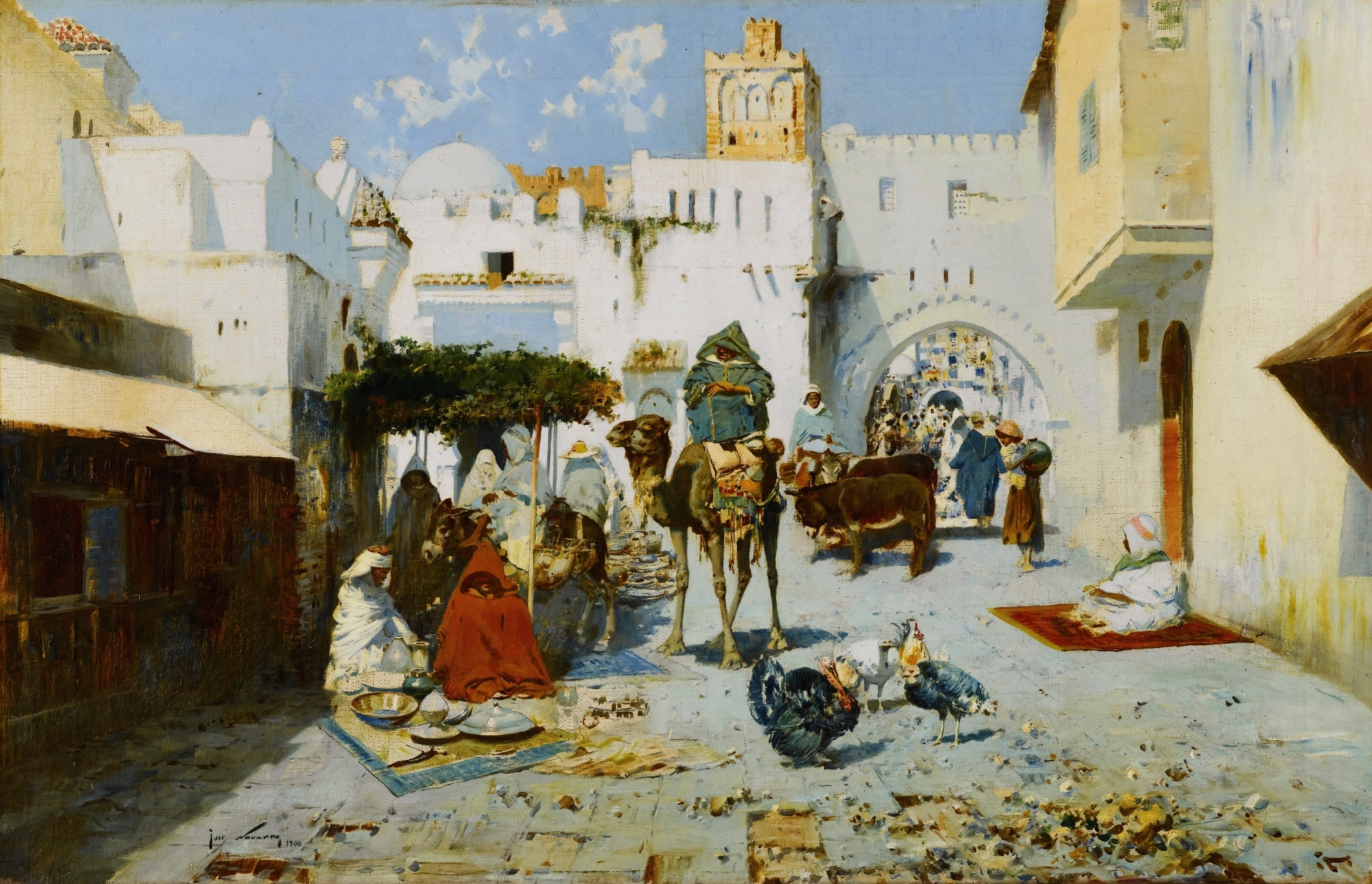
سوق طنجي في مطلع القرن العشرين

استعادت طنجة حيويتها مع انطلاق الفتوحات الإسلامية لفتح الأندلس على يد طارق بن زياد سنة 711م، لكن سرعان ما استطاع الثوار الأمازيغ بقيادة ميسرة المضغري الاستيلاء على المدينة وجعلها عاصمة لهم ولانتشار مذاهب الخوارج في المغرب وذلك سنة 740م، وقد دامت هذه الإمارة حتى سنة 791م حيث عادت هيمنة الخلافة في الشرق لكن لمدة لم تزد على السنتين؛ ثم بايع أهالي طنجة إدريس بن عبد الله العلوي بعد أن تحولوا للمذهب الشيعي الزيدي على يد الدعاة العراقيين. وفي سنة 904 استطاع الفاطميون اقتحام مدينة طنجة وقطع الدعوة الإدريسية بها، لكن إخلاص الطنجيين للمذهب الزيدي ورفضهم للتعاليم الإسماعيلية التي فرضها الفاطميون عليهم جعلهم يعيدون البيعة للحسن الحجام الإدريسي سنة 905م.
ظلّت مدينة طنجة خاضعة لحكم الأدارسة من عاصمتهم قلعة حجر النسر ، لكنها خضعت لمرات عديدة للهجوم القادم من الشمال على يد الأمويين الذين نجحوا في إنهاء الدولة الإدريسية في حجر النسر وبالتالي صارت مدينة طنجة خاضعة مباشرة للسلطة الأموية ثم العامرية بالأندلس.
سنة 1017 عادت التوترات المذهبية للطفو مرة أخرى بين السنة والزيدية وقد أدى ذلك إلى تفكير أهالي طنجة في الاستقلال ومبايعة أحد الدعاة الأدارسة وهو علي بن حمود الإدريسي وبالتالي استقلت طنجة عن الأندلس بل واستطاع بنو حمود السيطرة على الأندلس ورفع دعوة الخلافة فيها.
سنة 1062 قام أحد مماليك بني حمود ويدعى سواجات البرغواطي بالاستقلال عن السلطة الحمودية في الأندلس. كما قام بضم مدينة سبتة وجبال غمارة وتسمى بالمنصور بالله. وقد استمرت إمارته وابنه ضياء الدولة العز على المدينتين حتى سنة 1084 حيث قُتلا على يد القادة المرابطين وهما يدافعان عن ملكهما.
بعد استيلاء المرابطين على طنجة سنة 1084، تم فرض المذهب السني المالكي على أهالي طنجة، وتم قطع الدعوة الزيدية بها، لكن سرعان ما سقطت دولة المرابطين على يد الموحدين وذلك سنة 1145 حيث استولى هؤلاء على مدينة طنجة.
استمرت السلطة الموحدية في طنجة حتى سنة 1239 حيث أعلن سكان طنجة ولائهم لأمراء سبتة العزفيين. وخلال هذه الفترة أصبحت طنجة ميناءاً عسكرياً وتجارياً مهماً. كما أنها خلال هذه الفترة أنجبت أحد أبنائها الأبرار الذين مجدوا ذكرها وهو الرحالة ابن بطوطة. كما وصل إشعاعها الحضاري إلى مناطق بعيدة عن العالم العربي كمناطق المحيط الهندي وفي مقدمتها المالديف وسريلانكا.
انتهت إمارة العزفيين سنة 1327 على يد الأمراء المرينيين الذين استولوا على طنجة واستعملوها كمركز للدفاع عن الأندلس وميناء لعبور المتطوعين، وخلال هذه الفترة شهدت طنجة إحدى أهم المواجهات الصليبية - الإسلامية في الغرب الإسلامي وهي معركة طنجة التي اندلعت بعد قرابة شهر من حصار البرتغاليين لطنجة بقيادة الدوق هنري: دوق فيسو. بينما تولى قيادة العساكر المغربية القائدين صالح بن صالح وأبي زكرياء يحيى الوطاسي. وقد انتهت هذه المعركة يوم 19 أكتوبر 1437 بهزيمة نكراء للبرتغاليين.

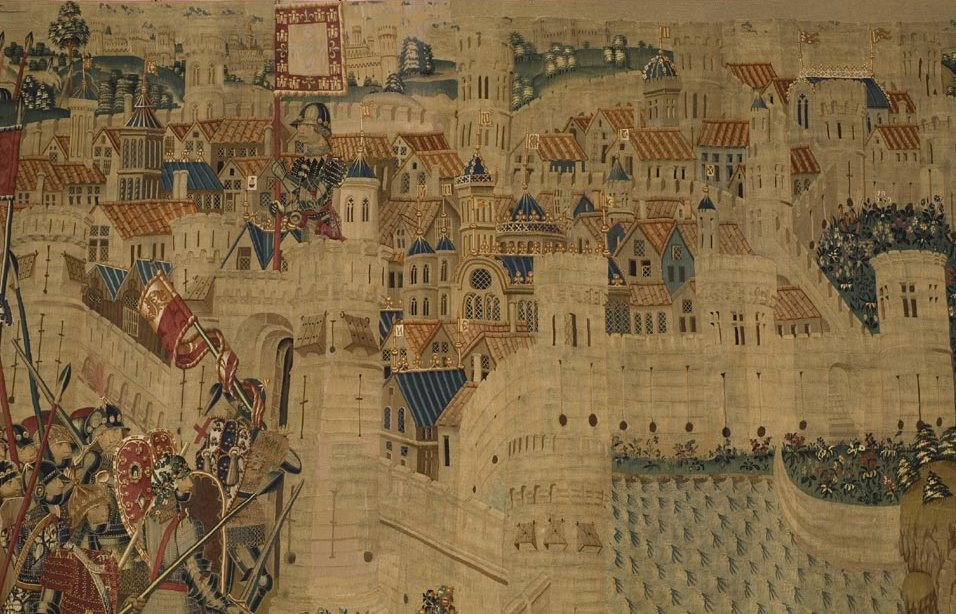
رسم لمعركة طنجة سنة 1437

خلال الفترة المرينية - الوطاسية شهدت طنجة انتعاشاً ديموغرافياً كبيراً. حيث استقبلت مئات الأسر الفارٌة من مناطق مختلفة من الأندلس وبالأخص من الجنوب الأندلسي كما أنها أصبحت إحدى أهم موانئ الاستقبال لهؤلاء الفارين بدينهم والذين توغل بعضم نحو بوادي شمال المغرب أو مدينتي فاس وسلا.
لكن البرتغاليين نجحوا في احتلال المدينة فعلياً سنة 1471. مما أدى إلى حدوث نزف ديموغرافي خطير. فقام الآلاف من سكانها بالهجرة إلى البوادي القريبة خوفاً من المحتلين، في حين فضل الآخرون البقاء والمقاومة، وقد كانوا يعيشون مع حاميات برتغالية حولت المدينة إلى ثكنة عسكرية برتغالية شمال أفريقيا. ومع ذلك حافظ البرتغاليون على علاقة محايدة مع السكان المحليين الباقين بعد أن أدركوا أن مصدر الثورة غالباً ما سيكون دينياً وبالتالي احترموا مجبورين عقائد السكان المحليين على خلاف السياسة البرتغالية آنذاك في مستعمراتها. كما خلفت هذه الفترة آثاراً عمرانية تتمثل في عدد من الأبراج والقلاع والكنائس.

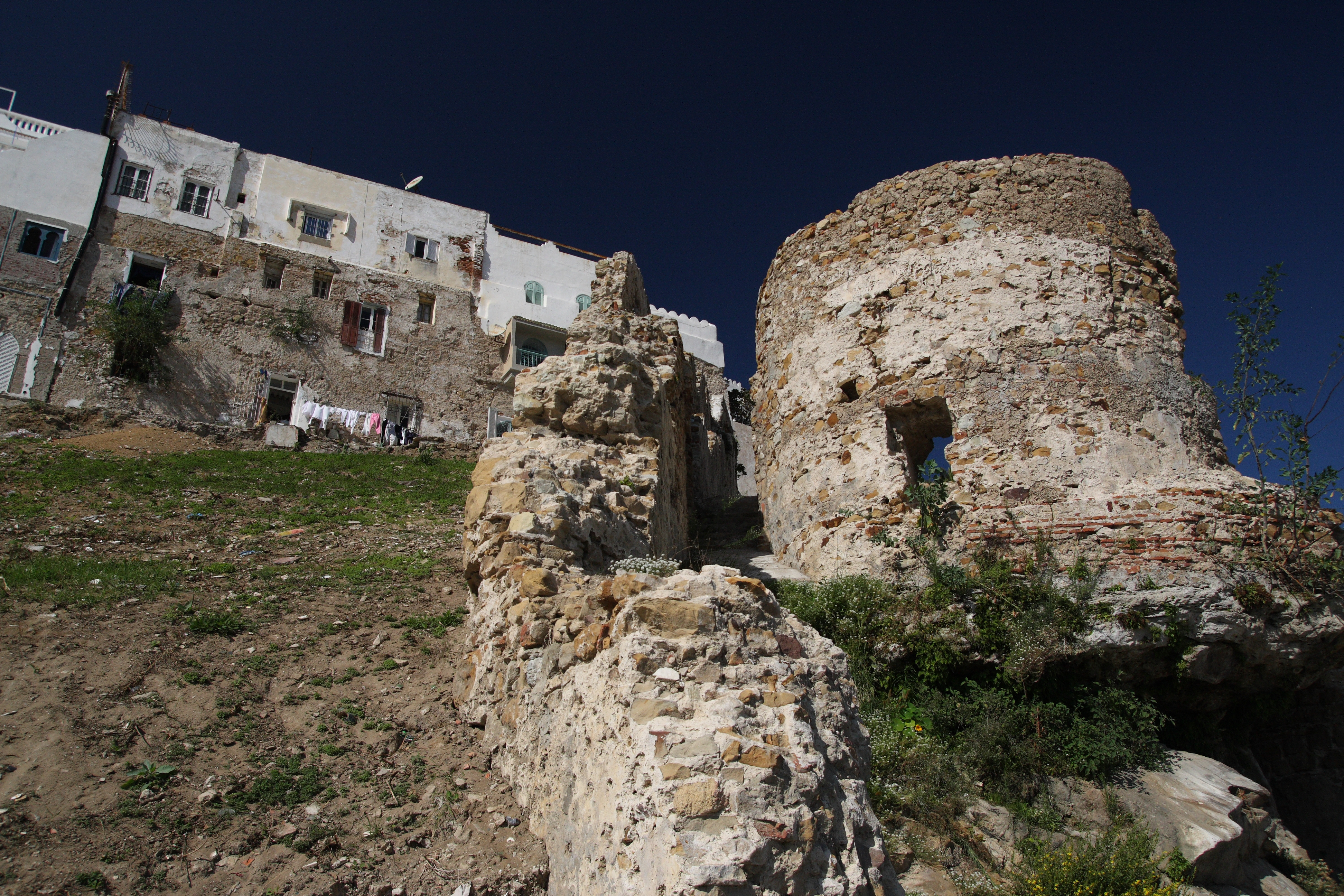
برج برتغالي بالمدينة القديمة

ظلٌت طنجة تحت الاستعمار البرتغالي حتى سنة 1580، حيث انتقلت المدينة للحكم الإسباني بعد الانفصال الفعلي لمملكة البرتغال عن إسبانيا. لكن انتقلت ملكية المدينة مرة أخرى للملك الإنجليزي تشارلز الثاني، كمهر للأميرة كاثرين من براغانزا. وبالتالي انتقلت الحامية الإنجليزية إلى المدينة. وقد قام الإنجليز بإعادة بناء الميناء الإسلامي الذي مكنهم من السيطرة على مضيق جبل طارق وبالتالي السيطرة على التجارة في كل البحر الأبيض المتوسط.
طوال فترة الاستعمار الأجنبي، لم تسلم مدينة طنجة من محاولات استردادها براً عبر الحاميات المنظمة للقبائل المجاورة وبحراً عبر أساطيل القراصنة التابعين للإمارات الجبلية المختلفة في تطاون والعرائش وشفشاون والقصر الكبير. وكان أن استطاع الأمير أحمد الخضر غيلان استرداد مدينة طنجة سنة 1678. لكن سرعان ما استولى الجيش العلوي المفربي على مدينة طنجة بقيادة السلطان إسماعيل بن الشريف العلوي، الذي قام بتصفية الخضر غيلان والاستيلاء على طنجة سنة 1684.

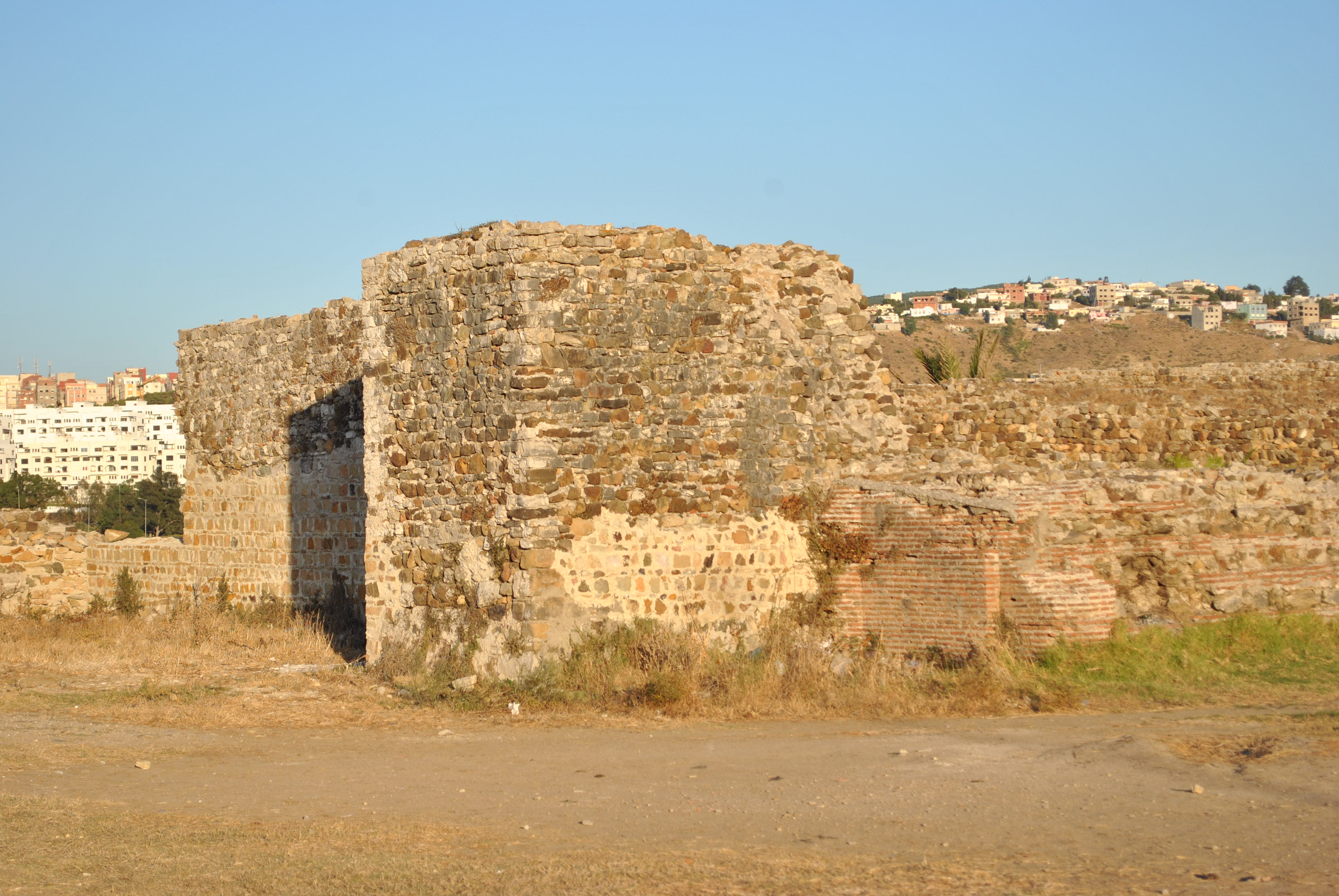
بقايا قلعة الخضر غيلان بمدينة طنجة

تبقى أهم مرحلة ثقافية وعمرانية مميزة في تاريخ طنجة الوسيط والحديث هي فترة السلاطين العلويين خصوصاً المولى إسماعيل وسيدي محمد بن عبد الله. فبعد استرجاعها من يد الغزو الإنجليزي في عهد المولى إسماعيل، استعادت طنجة دورها العسكري والدبلوماسي والتجاري كبوابة على دول البحر الأبيض المتوسط، وبالتالي عرفت تدفقاً عمرانياً ضخماً، فشيدت الأسوار والحصون والأبواب. وازدهرت الحياة الدينية والاجتماعية، فبنيت المساجد والقصور والنافورات والحمامات والأسواق، كما بنيت الكنائس والقنصليات والمنازل الكبيرة الخاصة بالمقيمين الأجانب، حتى أصبحت طنجة عاصمة ديبلوماسية بعشر قنصليات سنة 1830م، ومدينة دولية يتوافد عليها التجار والمغامرون من كل الأنحاء نتيجة الامتيازات الضريبية التي كانت تتمتع بها.
خلال العهد العلوي جعلت طنجة عاصمة لإيالة جبالة، كما جعلت مقراً للخلافة السلطانية التي يمثلها (خليفة السلطان) أي نائبه والذي يتمتع بمركز سلطة جد قوي، فبالإضافة إلى مهامه كمشرف على الشمال المغربي وخصوصاً إيالتي: جبالة والريف، فقد كان مشرفاً على العلاقات الخارجية للدولة الشريفة ومسؤولا عن عقد الاتفاقيات التجارية والعسكرية، وخلال هذه الفترة تعاقب العديد من الولاة على إيالة جبالة من رتبة باشا، كما ظهرت عدة أسر طنجية شكلت وزناً سياسياً كبيراً في عموم المغرب ومن أهمها أسرة الريفي أو التمسماني.
سنة 1844 وعلى خلفية تقديم المغرب العون للأمير عبد القادر بن محي الدين الجزائري، قامت السلطات الفرنسية بقصف مدينة طنجة كخطوة انتقامية وذلك في اليوم السادس من غشت 1844. وقد أجبرت المضايقات الفرنسية في كل من طنجة والجديدة المغرب على توقيع معاهدة طنجة في أكتوبر من نفس السنة تعترف من خلالها السلطات المغربية بالجزائر كأراض فرنسية.

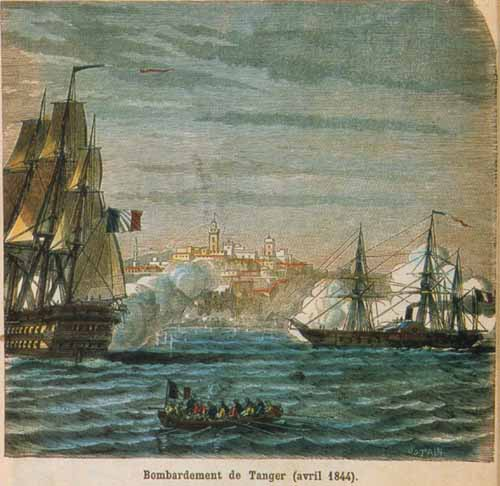
قصف البوارج الحربية الفرنسية لميناء طنجة

سنة 1912 تم توقيع معاهدة الحماية التي حصلت بموجبها فرنسا على المنطقة الوسطى من المغرب في حين حصلت إسبانيا على المناطق الشمالية والجنوبية، كما تم نفي السلطان عبد الحفيظ بن الحسن إلى القصر السلطاني بمدينة طنجة التي ظلت تحت تصرفه إسمياً، في الوقت الذي كانت نسبة المغاربة في المدينة لا تتعدى 60 بالمئة، وبالتالي تزايد نفوذ السفارات الأجنبية التي ادعت أن من مهامها الحفاظ على رعاياها في المدينة.

### الحرب الأهلية الإسبانية
بعد هزيمة الجيش الإسباني في المغرب عام 1921م على يد الأمير عبد الكريم الخطابي كثرت الفتن في إسبانيا وطالبت الحزب بعودة الحياة النيابية، وحقق الجمهوريون بقيادة زامورا فوزا ساحقا وطالبوا الملك عام 1931 م بالاستقالة فهرب من البلاد دون أن يستقيل فأعلنت إسبانيا جمهورية.
بدأ زامورا بإصلاحات لم تعجب الناس، فعادت الفوضى من جديد وانتشرت معارك الشوارع والاغتيالات وعجزت الحكومة الشعبية عن السيطرة على الموقف، وطالب المحافظون بعودة الأوضاع إلى ما كانت عليه قبل إعلان النظام الجمهوري.
هذه التوترات السياسية في الجارة إسبانيا، تسببت بتوترات مماثلة في طنجة حيث نسبة السكان الإسبان كانت تتعدى 20 بالمئة، وقد أدى ذلك إلى مطالبة هؤلاء المستوطنين بتمثيل أكبر للسلطات الإسبانية في المدينة.

### الحرب العالمية الثانية
بعد اندلاع الحرب العالمية الثانية ومباشرة بعد احتلال باريس من طرف القوات النازية، يوم 14 يونيو 1940 قامت إسبانيا باحتلال مدينة طنجة واكتساحها بالكامل. لكن ذلك أدى إلى نشوب أزمة دولية بين بريطانيا وإسبانيا، ولتفادي حرب جديدة قام الجنرال فرانكو بعقد اتفاقية مع الإنجليز يمنح المستوطنين الإنجليز بموجبها الحماية بالإضافة إلى امتيازات تجارية، ومن جهة أخرى اعترفت بريطانيا بحق إسبانيا في التصرف بطنجة.
لعبت مطارات طنجة دورا كبيرا كنقطة انطلاق لطائرات الحلفاء لمهاجمة قوات المحور في شمال أفريقيا.

### حديثاً
في سنة 1956، ومما تقتضيه سياسة السلطان محمد الخامس ملك المغرب من إكمال السيادة الوطنية للمغرب على كل أراضيه، تم إعلان مدينة طنجة كمدينة مغربية مستقلة وبالتالي فضل العديد من الأجانب مغادرتها باتجاه بلدانهم الأصلية، كما أصبحت مدينة طنجة مركزاً تجارياً واقتصادياً هاماً، ليس على الصعيد المغربي فحسب بل على صعيد شمال إفريقيا وحوض البحر الأبيض المتوسط.

## الجغرافيا

### الموقع
تتواجد مدينة طنجة في شمال غرب المغرب، بمنطقة التقاء البحر الأبيض المتوسط والمحيط الأطلسي، على بعد اثني عشر كيلومتراً شرق رأس سبارطيل الذي يشكل المدخل الغربي لمضيق جبل طارق وعلى بعد 10 كيلومترات غرب رأس ملباطا الذي يماثل رأس بالوما جنوب إسبانيا.
تتواجد طنجة على هضبة مرشان المحاذية للساحلين الأطلسي والمتوسطي وترتفع بـ 145 متراً عن سطح البحر في حين تتواجد عدة أحياء كالجبل الكبير ومسنانة والدرادب في مناطق تلية قد يصل ارتفاعها إلى 170 متراً عن سطح البحر.
وتتمتع مدينة طنجة بقربها من عدة مسطحات مائية أهمها بحيرة سيدي قاسم التي تمثل موقعا إيكولوجياً فذاً لاستقباله المئات من الطيور المهاجرة، ولقربه من مركز حضاري كبير كطنجة، بالإضافة إلى ذلك تخترق المدينة عدة وديان، أهمها: مغوغة، المهرهر، الحلق، بوعبانة، واد اليهود، واد الملاح، السواني، غريفة، الشط، بوغدو، بوخالف ومديونة.
اماكن لابد من زيارتها بمنطقة طنجة
1-الطبيعة في طنجة
طنجة وجهة عشاق التاريخ وجمال المناظر الطبيعية والأماكن الخلابة
طنجة، مدينة المغامرة! هل أنت من عشاق رياضة الغوص؟ نضرب لك موعدا في الساحل بمضيق جبل طارق!
تؤلف الطبيعة لوحات مذهلة تمزج بين الأعشاب والصخور البحرية حيث تعيش أنواع من الاسماك. في غرب طنجة، قبالة المحيط الأطلسي، توجد مغارة هرقل التي تطل على كاب سبارتيل. هناك، ستكتشف كتلة من الجرانيت يمر منها الضوء وتطل على المحيط والساحل الافريقي. انه حقا مشهد لا يوصف! ناهيك عن روعة مدينة القصر الصغير التي تطل على البحر الأبيض المتوسط. كما تنتشر في مدينة طنجة ملاعب كبيرة مجهزة بمرافق وفضاءات حديثة تستقطب الزوار من كل مكان! 

## المنتوجات المحلية والحرف التقليدية بشمال المغرب
إن التجول بطنجة يشبه التجول داخل متحف. في شوارعها كنوز من التاريخ ومعالم تتراكم في كل زاوية لتستحضر أمجاد وعظمة الماضي. هذه المدينة نشيطة وتنبض بالحياة. كما يتردد صدى صخب الأسواق هناك، تمامًا مثل ضرب أدوات الحرفيين في العمل.
هناك سوقان معروفان في طنجة: السوق الكبير والآخر الصغير. في شوارع المدينة النابضة بالحياة، التجار يعجّون بالحركة والحيوية لبيع منتوجاتهم: مغرفة، ليمون، زيتون، تين، ... كل بائع يقدم منتوجاته للبيع، كذلك الدباغ بمنتوجاته الجلدية. خذ استراحة للحظة وانضم إلى السوق الصغير واجلس في شرفة أحد المقاهي الشعبية التي قدم إليها كبار الفنانين.
لعُشَّاق البحر.. هذه أفضل 8 شواطئ بجهة طنجة
- شاطئ أشقار بطنجة
- شاطئ بليونش المجاور لحدود سبتة
- شواطئ المضيق الثلاث
- شاطئ كابو نيغرو
- شاطئ واد لو بضواحي تطوان
- شاطئ أمتار بشفشاون
- شاطئ الجبهة
- شاطئ كيمادو بالحسيمة

### المساحة
تبلغ مساحة مدينة طنجة 124 كيلومترا مربعا. تشمل المدينة وبعض المنتزهات الغابوية المحيطة بها وبعض القرى الصغيرة القريبة جدا من المدار الحضري، وتشغل الغابات ما مساحته 963 هكتار من إجمالي مساحة طنجة، موزعة على موقعين أساسيين هما: غابة رأس سبارطيل المسماة أيضا بالغابة الديبلوماسية أو غابة الرميلات (600 هكتار) وغابة مسنانة (293 هكتار).
في حين تشغل المساحات المزروعة في محيط المدينة ما مجمله 1095 هكتار.

### الخليج
تطل مدينة طنجة من الناحية الشمالية الموالية للبحر الٲبيض المتوسط على خليج متسع بطول 12 كيلومترا بين باب البحر في القصبة ورأس ملباطا. ويعد هذا الخليج الذي يدعى محليا ب (الخليج الكبير) أو (الپلايا) من أهم المناطق السياحية لمدينة طنجة، فهو متصل بساحة إيبيريا أو وسط المدينة الذي يعد المركز الاقتصادي في طنجة كما يتصل أيضا بالقصبة التي تشكل المدخل البحري للمدينة القديمة والمدينة البرتغالية. ومن جهة أخرى فهو ينتهي بقلعة مالاباطا والمنتجعات السياحية في منطقة المنار .

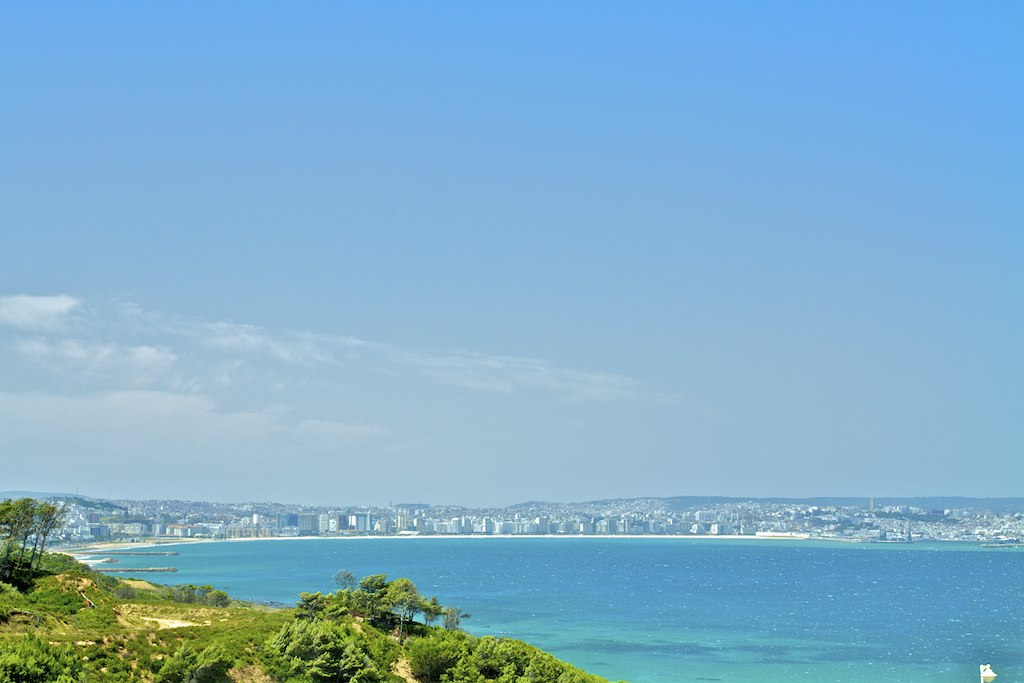
إطلالة بانورامية على خليج طنجة

### المناخ
تتميز طنجة بمناخ متوسطي مطير ومعتدل البرودة من أكتوبر إلى مايو، وجاف معتدل الحرارة خلال فصل الصيف. يصل المعدل السنوي للتساقطات المطرية إلى 736 ملمتراً، وتتأرجح درجة الحرارة ما بين 8 درجات كحد أدنى في شهر يناير و28 درجة كحد أقصى في شهر أغسطس. تتميز مدينة طنجة أيضاً برياح مداومة طيلة السنة، نظراً لوقوعها على مضيق جبل طارق، بين الكتل الهوائية الأطلسية والكتل الهوائية المتوسطية.
وهذا جدول للبيانات المناخية لمدينة طنجة:
| البيانات المناخية لـطنجة (1961-1990) | البيانات المناخية لـطنجة (1961-1990) | البيانات المناخية لـطنجة (1961-1990) | البيانات المناخية لـطنجة (1961-1990) | البيانات المناخية لـطنجة (1961-1990) | البيانات المناخية لـطنجة (1961-1990) | البيانات المناخية لـطنجة (1961-1990) | البيانات المناخية لـطنجة (1961-1990) | البيانات المناخية لـطنجة (1961-1990) | البيانات المناخية لـطنجة (1961-1990) | البيانات المناخية لـطنجة (1961-1990) | البيانات المناخية لـطنجة (1961-1990) | البيانات المناخية لـطنجة (1961-1990) | البيانات المناخية لـطنجة (1961-1990) |
| الشهر                                | يناير                                | فبراير                               | مارس                                 | أبريل                                | مايو                                 | يونيو                                | يوليو                                | أغسطس                                | سبتمبر                               | أكتوبر                               | نوفمبر                               | ديسمبر                               | المعدل السنوي                        |
| ------------------------------------ | ------------------------------------ | ------------------------------------ | ------------------------------------ | ------------------------------------ | ------------------------------------ | ------------------------------------ | ------------------------------------ | ------------------------------------ | ------------------------------------ | ------------------------------------ | ------------------------------------ | ------------------------------------ | ------------------------------------ |
| متوسط درجة الحرارة الكبرى °م (°ف)    | 16.2 (61.2)                          | 16.8 (62.2)                          | 17.9 (64.2)                          | 19.2 (66.6)                          | 21.9 (71.4)                          | 24.9 (76.8)                          | 28.3 (82.9)                          | 28.6 (83.5)                          | 27.3 (81.1)                          | 23.7 (74.7)                          | 19.6 (67.3)                          | 17.0 (62.6)                          | 21.8 (71.2)                          |
| متوسط درجة الحرارة الصغرى °م (°ف)    | 8.4 (47.1)                           | 8.8 (47.8)                           | 10.1 (50.2)                          | 11.2 (52.2)                          | 13.4 (56.1)                          | 16.2 (61.2)                          | 18.7 (65.7)                          | 19.1 (66.4)                          | 18.3 (64.9)                          | 15.6 (60.1)                          | 12.2 (54.0)                          | 9.5 (49.1)                           | 13.5 (56.2)                          |
| معدل هطول الأمطار مم (إنش)           | 103.5 (4.07)                         | 98.7 (3.89)                          | 71.8 (2.83)                          | 62.2 (2.45)                          | 37.3 (1.47)                          | 13.9 (0.55)                          | 2.1 (0.08)                           | 2.5 (0.10)                           | 14.9 (0.59)                          | 65.1 (2.56)                          | 134.6 (5.30)                         | 129.3 (5.09)                         | 735.9 (28.98)                        |
| متوسط الأيام الممطرة (≥ 1.0 mm)      | 11.2                                 | 11.4                                 | 10.1                                 | 9.3                                  | 6.1                                  | 3.7                                  | 0.8                                  | 0.8                                  | 3.1                                  | 8.0                                  | 11.1                                 | 12.0                                 | 87.6                                 |
| ساعات سطوع الشمس الشهرية             | 170.5                                | 169.5                                | 232.5                                | 252.0                                | 297.6                                | 306.0                                | 344.1                                | 331.7                                | 276.0                                | 238.7                                | 180.0                                | 167.4                                | 2٬966                                |
| المصدر: مرصد هونغ كونغ               |                                      |                                      |                                      |                                      |                                      |                                      |                                      |                                      |                                      |                                      |                                      |                                      |                                      |

### التقسيمات الإدارية

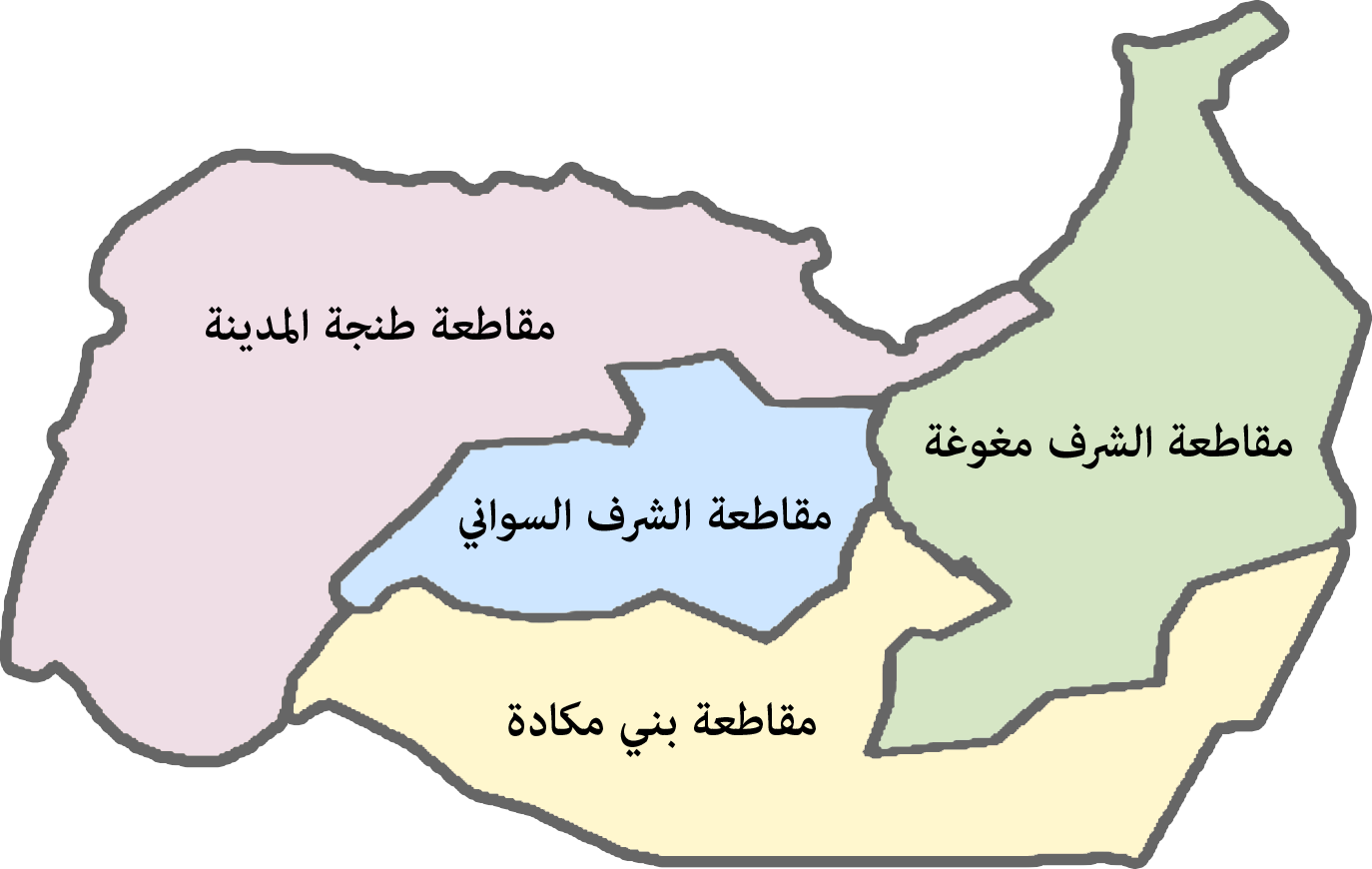
خريطة توضح المقاطعات الأربع لجماعة طنجة الحضرية.

إداريا تنقسم مدينة طنجة إلى أربع مقاطعات هي كالآتي:
| المقاطعة      | الموقع                | عدد السكان حسب إحصاء 2004 |
| ------------- | --------------------- | ------------------------- |
| طنجة المدينة  | المركز والغرب والشمال | 169.185                   |
| بني مكادة     | الجنوب                | 238.342                   |
| الشرف السواني | المركز                | 115.800                   |
| الشرف مغوغة   | الشرق والشمال الشرقي  | 140.968                   |

## الديموغرافيا

### التغير الديموغرافي
خلال سنوات الفتح الأولى كانت طنجة أكبر قبلة لاستقبال المستوطنين العرب والأمازيغ الشرقيين (لواثة - بني يفرن - مكناسة - زناتة) القادمين مع الفاتحين، حيث بلغ عدد سكان المدينة أواخر القرن الثاني الهجري مئة ألف نسمة، وقد استمر هذا العدد في الارتفاع مع توالي الهجرات الأندلسية الأولى خصوصاً أثناء المجاعة الكبرى بالأندلس خلال أوائل القرن الثالث ثم بعد أحداث ربض شقندة.
استمر عدد سكان طنجة بالارتفاع لتصير من بين مصاف المدن الكبرى عالمياً، لا سيما بعد احتلال الأندلس وتوالي هجرات المسلمين منها فراراً من التنصير والاضطهاد.
لكن الأمر تغير ابتداءاً من سنة 1471، فبعد الاحتلال البرتغالي للمدينة، فر عشرات الآلاف من سكانها باتجاه الجبال والقرى المحيطة بها. في حين لم يظل فيها سوى القليل من سكانها الأوائل معظمهم من اليهود مع أقلية لا بأس بها من المسلمين، بالإضافة إلى الحاميات الأجنبية المتعاقبة على طنجة وعائلات الجنود.
في سنة 1677 قام الإنجليز بطرد يهود المدينة بأكملهم، ما أدى إلى نزيف ثان في مواردها الديموغرافية، وفي سنة 1684 دخل السلطان إسماعيل العلوي مدينة طنجة رفقة الآلاف من الجنود المغاربة، وقام السلطان بإقطاع أراض داخل أسوار المدينة وخارجها لهؤلاء الجنود الذين قدم معظمهم من إيالة الريف أو من المناطق المجاورة لمدينة طنجة.
لكن سرعان ما عاود المدينة نزيفها الديموغرافي نتيجة الهجرات المتلاحقة، حيث لم يتجاوز تعداد سكانها سنة 1810 حوالي 5500 نسمة، 20 بالمئة منهم من اليهود العائدين إليها.
مع الانفتاح التجاري للمغرب أواخر القرن التاسع عشر استقطبت المدينة سكاناً جدداً من داخل المغرب وخارجه بشكل كبير. حيث بلغ عدد سكانها سنة 1890 : 40000 نسمة، 21000 منهم مسلمون، 10000 يهودي و 9000 أجنبي مسيحي منهم 7500 شخص إسباني. وقد استمر هذا التزايد ليصل إلى 60000 نسمة سنة 1939.
استمر عدد سكان المدينة المتنوع للغاية في التزايد. لكن نسبة التزايد هذه عرفت الأجانب فقط دون غيرهم ابتداءاً من سنة 1923، أي بعد أن صارت مدينة دولية، فقد كان عدد سكانها سنة 1950 إبان الفترة الدولية 86,000 نسمة منهم 40,000 نسمة فقط من المسلمين، 31,000 نسمة من المسيحيين الأوروبيين وحوالي 15,000 نسمة من اليهود.
بعد الاستقلال سنة 1956، هاجر معظم أبناء الجالية الأوروبية طنجة، لكن سرعان ما عوضوا بالآلاف من المهاجرين المغاربة من منطقة جبالة، وبالأخص من إقليم العرائش، كما هاجر المئات أيضاً من مناطق الريف. وقد استمر الارتفاع المطرد في أعداد السكان حتى بلغ 497.147 نسمة في إحصاء 1994 ثم 669.685 نسمة في إحصاء 2004 لتصل تقديرات سنة 2013 إلى 871.274 نسمة.

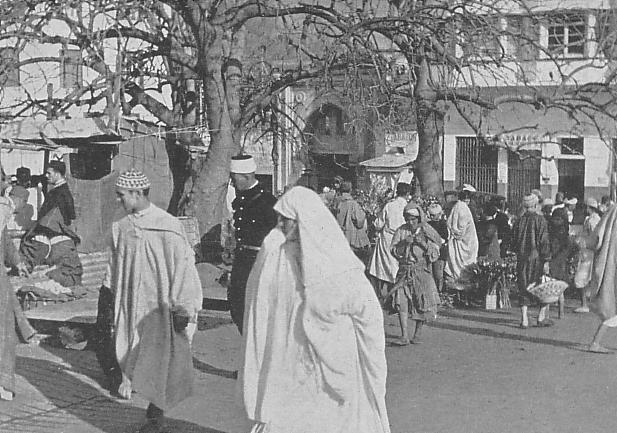
مسلمون من طنجة خلال الفترة الدولية (1930)

### المكونات الديموغرافية

#### الأمازيغ
يعتبر البربر أو الأمازيغ السكان الأصليين للمغرب، وقد بنيت مدينة طنجة كمدينة أمازيغية حيث كان موقعها محاطاً بعدة قبائل أمازيغية كمثنة ومضغرة وسطة وهوارة، كما قدم مع الفاتحين آلاف البربر من ليبيا وتونس، واستوطن معظمهم مدينة طنجة، نذكر منهم على سبيل الذكر لا الحصر: لواثة - كثامة - مكناسة - بني يفرن - زناتة. إلا أن هؤلاء الأمازيغ سرعان ما ذابوا في بوتقة فريدة تدعى جبالة، حيث تبنوا اللغة العربية باللهجة الأندلسية المميزة.
بعد الفتح الثاني لمدينة طنجة سنة 1684، قدم الآلاف من مناطق الريف الأمازيغية، وهؤلاء كسابقيهم سرعان ما اندمجوا في الحياة العامة لطنجة وصاروا من الجبليين لهجة وعادات وتقاليد. لا تزال إلى اليوم مناطق الريف شمال شرق المغرب تصدر المهاجرين نحو طنجة معظمهم يندمج داخل حياة طنجة العامة، فالأمازيغ كانوا ولا زالوا مكوناً أساسياً للقومية الجبلية لشمال المغرب، وتقدر اليوم نسبة الأمازيغ من سكان طنجة حسب أصولهم القريبة أو البعيدة 45 بالمئة من السكان، معظمهم يتحدث اللغة العربية بلهجتها الجبلية المستخدمة في طنجة فقط، في حين أن نسبة السكان الناطقين باللغة الأمازيغية (الريفية غالباً) لا تتجاوز 12 بالمئة من سكان المدينة، أي ما يقدر ب 100 ألف نسمة أكثر من 90 بالمئة منهم يستعمل الأمازيغية في البيت فقط في حين يستعمل اللغة العربية باللهجة الجبلية خارجه.

#### الأندلسيون
لطالما كان للأندلسيين المهاجرين إلى شمال المغرب الدور الأكبر في تشكيل القومية الجبلية، وقد جعل موقع طنجة كميناء بمواجهة الأندلس منها منطقة جذب للآلاف من المهاجرين الأندلسيين قبل وبعد احتلال غرناطة، وقد امتازت مدن الجنوب وقُراها (قادس - طريف - جبل طارق - الجزيرة الخضراء) كمُصَدر رئيسي للأندلسيين لمدينة طنجة. كما أن الهجرة القروية إلى داخل طنجة حملت معها الآلاف من الأندلسيين الذين فروا من طنجة بعد احتلالها باتجاه القرى والجبال المجاورة، ويقدر ذوي الأصول الأندلسية من سكان طنجة ب 40 بالمئة من السكان تختلف أصولهم الأولى بين عرب وأمازيغ وإسبان اعتنقوا الإسلام.

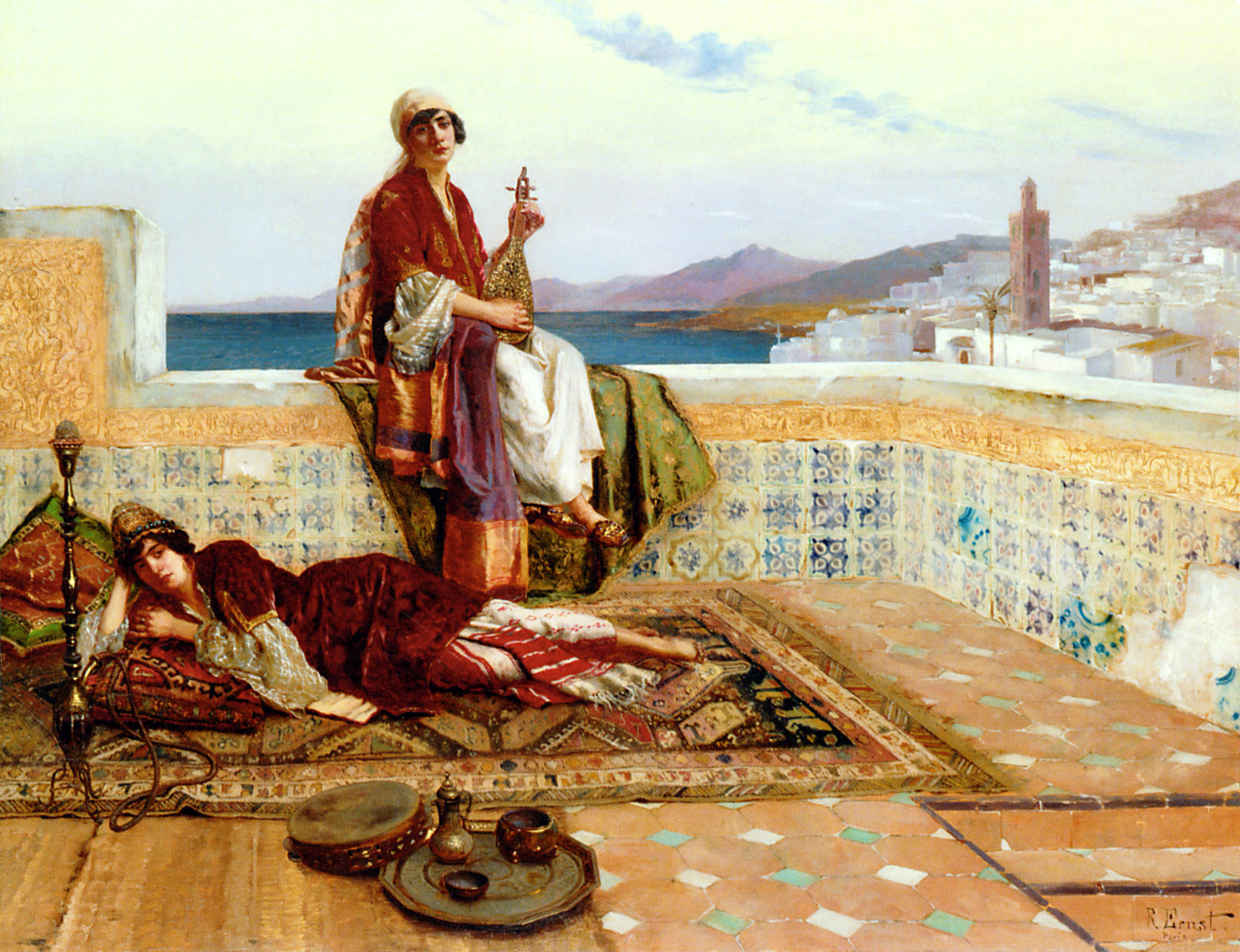
نسوة مسلمات من مدينة طنجة

#### العرب
لقد ذكرنا أن طنجة كانت مقراً رئيسياً لاستقرار الهجرات العربية ما قبل الهلالية، لكن معظمهم اضطر إلى مغادرة طنجة بعد احتلالها، اليوم معظم العرب غير الأندلسيين من سكان طنجة هاجروا إليها من القبائل الجبلية المجاورة بالأخص من إقليم العرائش.

#### اليهود

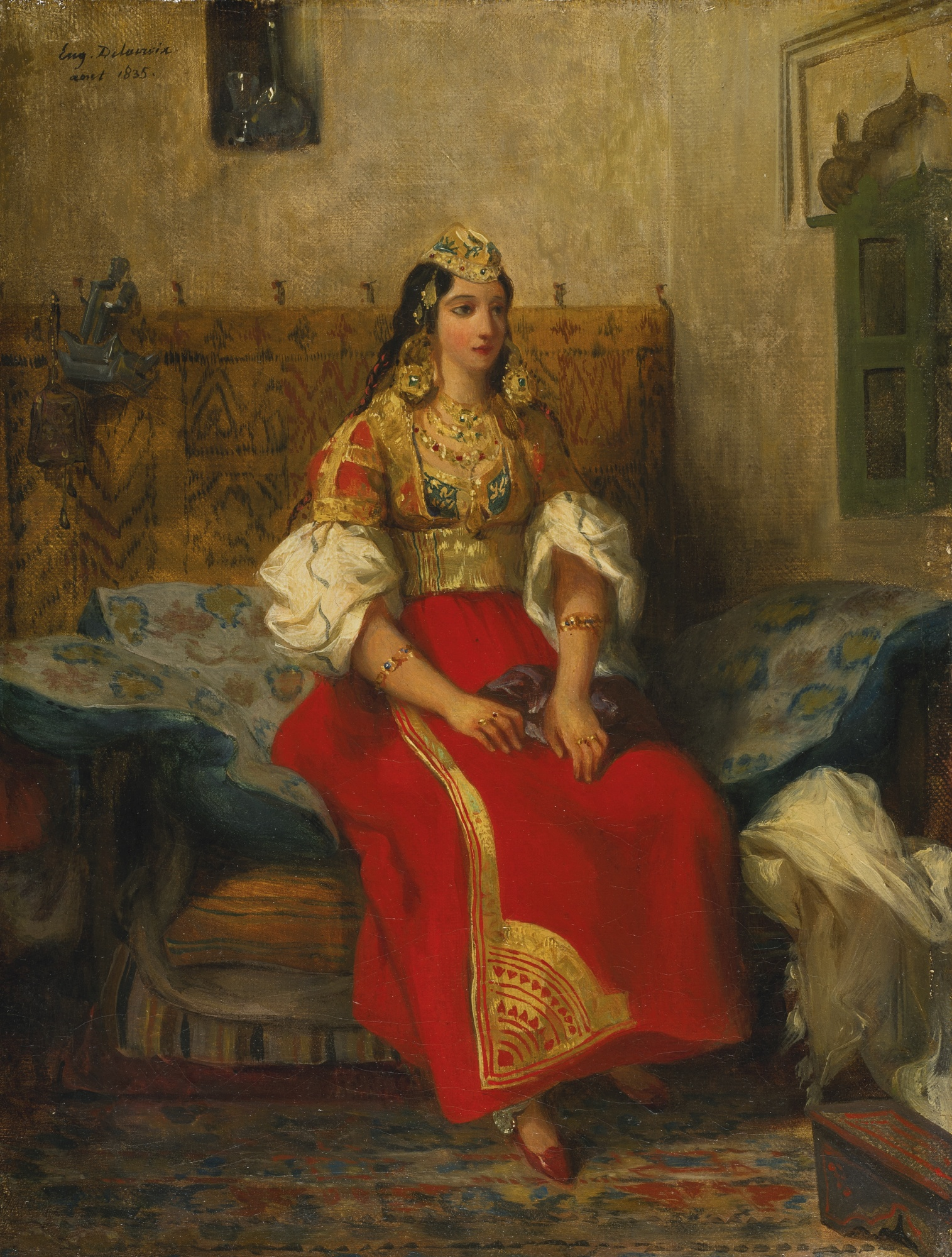
عروس يهودية من طنجة بالزي التقليدي

ككل مناطق المغرب سابقاً، كان في طنجة جالية يهودية كبيرة وصلت نسبتها إلى 20 بالمئة من السكان أحياناً، قطن اليهود مدينة طنجة قبل المسلمين بعقود، وبعد أن جعلت الحضارة الإسلامية من طنجة مركزاً حضارياً وثقافياً مهماً، تقاطر على طنجة المئات من اليهود من شتى بقاع المغرب والأندلس.
بعد سقوط الأندلس، هاجر الآلاف من يهود إشبيلية وبالس والجزيرة الخضراء نحو طنجة، وبخلاف المسلمين استفاد اليهود بعد احتلال طنجة من امتيازات شجعتهم على البقاء، كما تقاطر على المدينة عشرات اليهود من البرتغال وبريطانيا وإسبانيا بعدئذٍ فراراً من الاضطهاد. وكان معظمهم من السفارديم.
قطن اليهود حيي الملاح والربض الشرقي للمدينة الذي كان يدعى حسنونة، وإبان الاحتلال الأجنبي استطاع هؤلاء اليهود الحفاظ على لغتهم المدعوة بالخاكيتيا وهي عبارة عن لهجة عربية جبلية، تتميز عن جبلية المسلمين بتركيز أكبر للغة الإسبانية. إلا أن الأمور ساءت سنة 1677 بين اليهود والحكومة الإنجليزية بطنجة مما أدى إلى إصدار أمر بطرد جميع اليهود خارج طنجة، حيث لجأ هؤلاء إلى مدن تطوان وجبل طارق وإلى بعض دول أمريكا اللاتينية.
بعد استرداد المدينة من طرف المسلمين عادت الحريات الدينية وسمح لليهود بالعودة إلى دورهم بحسنونة والملاح، وبالتالي عادت نسبة اليهود في المدينة إلى الارتفاع مرة أخرى حتى قاربت 25 بالمئة، بعد أن هاجر إلى المدينة الآلاف من اليهود الأشكينازيين بشكل أكبر من جزيرة كريت - بريطانيا - هولندا وألمانيا.
بعد تلك الأحداث، ظل اليهود يعيشون في مدينة طنجة لمدة تتجاوز الثلاثة قرون في جو من التسامح والتعايش، لكن بعد الاحتلال الفرنسي للجزائر طفت المشاكل إلى السطح، فقد كان اليهود يرون شرعية ما يحصل في الجزائر وأن من مصلحة المغرب أيضاً أن يكون تحت الاحتلال الفرنسي، مما أدى إلى ظهور قلاقل بين المسلمين واليهود نتجت عنها هجرات طفيفة نحو الأراضي الجزائرية المحتلة وبالأخص نحو وهران.
لكن حينما أصبحت طنجة تحت الإدارة الدولية، عادت الهجرات اليهودية المكثفة نحو طنجة بالأخص اليهود الأشكينازيين القادمين من أراضي الدولة العثمانية وبعض السفارديم من إسبانيا والبرتغال، فقد وصل تعداد اليهود سنة 1950 في مدينة طنجة إلى 15000 نسمة من مجموع السكان البالغ 86000 نسمة.
خلال النصف الأخير من القرن العشرين، ظهرت في المدينة عدة منظمات صهيونية نشطت بالأخص بين الشباب وتدعوا اليهود إلى الهجرة إلى فلسطين، وقد أدى ذلك إلى تخوف باقي اليهود من ردة فعل المسلمين ما شجعهم على الهجرة نحو فرنسا - سويسرا - البرازيل - فنزويلا - المكسيك - إيطاليا والأرجنتين في حين أن أقلية صغيرة منهم فقط هاجرت نحو الأراضي المحتلة.
في عام 1951 كان تعداد اليهود في طنجة لا يتجاوز 10 أشخاص،  ومنذ ذلك الحين وأعداد اليهود بتناقض حيث لم يبق سوى المسنين الذين رفضوا باستماتة مغادرتها. في عام 2015 قدر المؤتمر اليهودي العالمي أعداد اليهود في طنجة بحوالي 150 شخص.

#### الجزائريون
شهدت طنجة عقب احتلال الجزائر كغيرها من مدن شمال المغرب، هجرة الآلاف من الجزائريين الفارين من سلطات الاحتلال، فقد أقامت في طنجة عدة أسر جزائرية تنحدر من مناطق مختلفة من الجزائر في مقدمتها الجزائر العاصمة - وهران - تلمسان - معسكر - بجاية - تيزي وزو - وقرى منطقة القبايل، كما شكل العنصر التركي والبلقاني نسبة مهمة من هؤلاء المهاجرين نظرا لحساسية موقفهم كممثلين للسلطة العثمانية في الجزائر، وقد اندمج معظمهم في الحياة العامة لمدينة طنجة. في الوقت الحالي يعيش في طنجة 198 شخصاً فقط يحمل الجنسية الجزائرية في حين أن معظم هؤلاء المهاجرين يحمل الجنسية المغربية فقط.[بحاجة لمصدر]

#### كناوة
بخلاف باقي مناطق المغرب كان أهل طنجة، كجل سكان المنطقة الجبلية شمال المغرب، غالبا ما يستعملون الأسرى الأوروبيين المحصلين من عمليات القرصنة كعبيد مستغنين بذلك عن العبيد السود الذين كانوا أغلى تكلفة. ويعد عبد الصادق باشا، باشا جبالة خلال النصف الأخير من القرن الثامن عشر أول من استخدم البواخر (العبيد القادمين من إفريقيا جنوب الصحراء). وقد صار لهؤلاء البواخر شأن كبير في طنجة حيث استطاعوا لفترتين خلال القرن التاسع عشر الاستيلاء على المدينة ونشر جو من الرعب داخلها. كما استطاع بعضهم تكوين ثروات طائلة انطلاقا من سلطتهم.
بعد عملية تحرير العبيد أطلق على هؤلاء السود لفظة گناوة في إشارة إلى أصولهم بخليج غينيا.

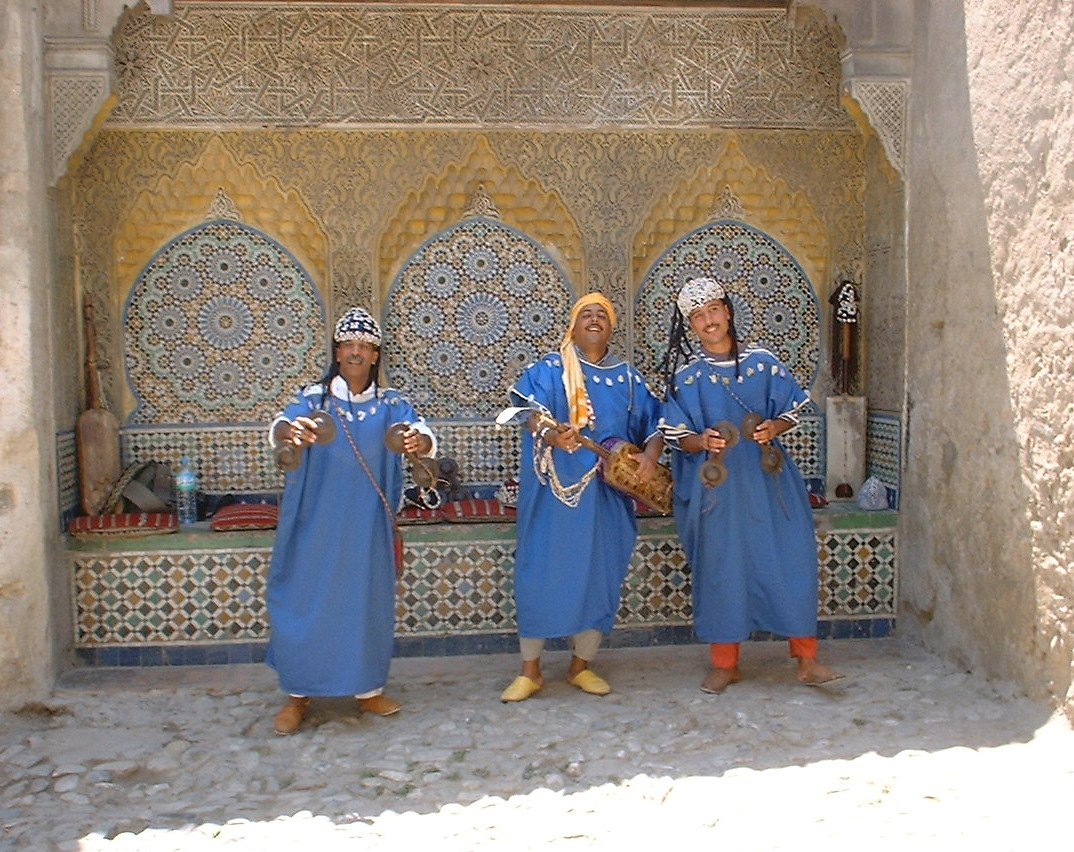
موسيقون كناوة بزيهم التقليدي بالقصبة

#### السوريون
خلفت المشاركة المغربية في حرب الجولان بين القوات السورية والسلطات الصهيونية تمتينا للعلاقات السورية المغربية. وقد نتج عنها هجرة بعض الأسر السورية إلى مدينة طنجة بغية الاستثمار والعمل في شتى الميادين الاقتصادية. وقد قام هؤلاء المهاجرون بتأسيس حي السوريين وسط المدينة، كما كان لهم وبالأخص عائلة تاتاري أبلغ التأثير على شتى الميادين الاجتماعية والثقافية والاقتصادية في مدينة طنجة. اليوم يبلغ تعداد السوريين من الهجرة الأولى في طنجة 1652 نسمة.

#### الأوروبيون
```
كان عدد سكان طنجة حوالي 40,000 نسمة، نصفهم من المسلمين تقريباً، وربع السكان من اليهود، والربع الآخر من المسيحيين الأوروبيين.
[
25
]
[
26
]
 في عام 
1952
 وصل تعداد المسيحيين ذوي الأصول الأوروبية في طنجة إلى حوالي 31,000 نسمة بالمقارنة مع 40,000 نسمة من المُسلمين وحوالي 15,000 من 
اليهود
.
[
22
]
```

بلغ تعداد الأوربيين في مدينة طنجة في إحصاء سنة 2004 : 2,068 نسمة قدم معظمهم بهدف الاستثمار داخلها. ويهيمن الإسبان على التركيبة الديموغرافية للأجانب في طنجة إذ يبلغ تعدادهم 652 نسمة يليهم الفرنسيون بتعداد 545 نسمة. في حين يتوزع الباقون على عدة جنسيات أهمها الإنجليز والأتراك.

## أسوار المدينة العتيقة ومعالمها
|  | الأسوار تمتد على طول 2200م، مسيجة بذلك الأحياء الخمسة للمدينة العتيقة: القصبة، دار البارود، جنان قبطان، واد أهردان، وأيت إيدر. بنيت أسوار المدينة على عدة مراحل، والتي من المحتمل جدا أنها بنيت فوق أسوار المدينة الرومانية "تينجيس". تؤرخ الأسوار الحالية بالفترة البرتغالية (1471-1661م)، إلا أنها عرفت الكثير من أشغال الترميم وإعادة البناء والتحصين خلال الفترة الإنجليزية (1661-1684)، ثم فترة السلاطين العلويين الذين أضافوا عدة تحصينات في القرن 18م، حيث دعموا الأسوار بمجموعة من الأبراج: برج النعام - برج عامر - برج دار الدباغ وبرج السلام. كما فتحوا بها 13 بابا منها: باب القصبة - باب مرشان- باب حاحا - باب البحر- باب العسة - باب الراحة وباب المرسى. |
|  | قصبة غيلان تقع على الضفة اليمنى لوادي الحلق، على الطريق المؤدية إلى مالاباطا شرق المدينة العتيقة. تم بناؤها حوالي 1664 م، ويرتبط اسمها باسم الخضر غيلان قائد حركة الجهاد الإسلامي ضد الاستعمار الإنجليزي الذي احتل مدينة طنجة ما بين 1662م و 1684 م. تتوفر القلعة على جهاز دفاعي محكم، عبارة عن سورين رباعيي الأضلاع محصنين ببرجين نصف دائريين وبارزين، تتوسطهما باب عمرانية ضخمة. |
|  | قصر القصبة أو دار المخزن تحتل هذه البناية موقعا استراتيجيا في الجهة الشرقية من القصبة، من المرجح جدا أنه استعمل خلال فترات أخرى من التاريخ القديم. بني قصر القصبة أو قصر السلطان مولاي إسماعيل في القرن XVIII م، من طرف الباشا علي أحمد الريفي، على أنقاض القلعة الإنجليزية « uper castel ». وهو يحتوي على مجموعة من المرافق الأساسية: الدار الكبيرة، بيت المال، الجامع، المشور، السجون، دار الماعز والرياض. في سنة 1938م تحولت البناية إلى متحف إثنوغرافي وأركيولوجي لطنجة ومنطقتها. |
|  | الجامع الكبير على مقربة من سوق الداخل يتواجد الجامع الكبير. تم تحويله إلى كنيسة خلال فترة الاستعمار البرتغالي، بعد استرجاعه في سنة 1684م عرف عدة أعمال ترميم وتوسيع خلال الفترة العلوية. تتميز هذه المعلمة ببهائها وغنى زخارفها، حيث استعملت فيها كل فنون الزخرفة من فسيفساء وزليج وصباغة ونقش ونحت وكتابة على الخشب والجبس. يحتوي الجامع الكبير على بيت للصلاة مكون من ثلاثة أروقة متوازية مع حائط القبلة وصحن محاط من كل جانب برواقين. وبذلك فهو يعتبر نموذجا للمساجد العلوية المعروفة ببساطة هندستها. |
|  | الجامع الجديدة يعرف كذلك باسم جامع عيساوة وأحيانا بمسجد النخيل، يقع أمام الزاوية العيساوية على زنقة الشرفاء.. يتميز المسجد بمنارته ذات الزخارف الفسيفسائية. |
|  | جامع القصبة يوجد بزنقة بن عبو. بني في القرن 18م من طرف الباشا علي أحمد الريفي، ويعتبر من ملحقات قصر القصبة أو ما يسمى بدار المخزن. |
|  | السفارة الأمريكية تعتبر هذه البناية أول مؤسسة أصبحت في ملكية الولايات المتحدة خارج أمريكا بعد أن أهداها لها السلطان مولاي سليمان الأول سنة 1821م. فبعد أن استعملت كسفارة أمريكا بالمغرب لمدة 135 سنة تم إخلاؤها لفترة حتى حدود سنة 1976م حيث أصبحت متحفا للفن المعاصر. تحتوي البناية على فناء وسط يذكر بنموذج العمارة الإسبانية الموريسكية، تحيط به مجموعة من القاعات المخصصة لعرض مجموعة من اللوحات الفنية التي أنجزت في المغرب خلال القرنين 18و15م. كما يوجد بها خزانة عامة للكتب الإنجليزية وخزانة متخصصة في تاريخ المغرب العربي وقاعات أخرى للدراسة والبحث، بالإضافة إلى أنها تعتبر فضاء مناسبا لاحتضان مجموعة من الأنشطة الثقافية والموسيقية بالمدينة. |
|  | الكنيسة الإسبانية بعد أن قضت البناية فترة في ملكية أسرتين يهوديتين خلال القرن 18 م، اشتراها السلطان محمد بن عبد الله حوالي 1760م وتم إهداؤها للحكومة السويدية لتؤسس بها أول قنصلية لها سنة 1788م. وفي 1871م استغلها الحاكم الإسباني ليجعل منها إقامة للبعثة الكاثوليكية، فبنى بها كنيسة كبيرة سماها "لابوريشيما"على السيدة مريم أم المسيح. لكن منذ حوالي ثلاثين سنة، ولأنه لم يعد يتردد المسيحيون على الكنيسة بكثرة، أصبحت المؤسسة تعنى بأنشطة اجتماعية مختلفة. أما حاليا فلم يبق من البناية سوى الجزء العلوي من السلم الرئيسي. وهي الكنيسة الوحيدة الموجودة داخل أسوار مدينة طنجة، وتُستخدم الكنيسة من قبل كافة أبناء المجتمع المسيحي في المدينة، فضلاً عن الدبلوماسيين الأجانب من المسيحيين، وتُدار من قبل جماعة المبشرون الخيرية الكاثوليكية. |
|  | متحف الفن المعاصر أحدث هذا المتحف سنة 1990 ويبلغ الجناح المخصص للعرض الدائم 276 متر مربع موزعة على بهو وخمس قاعات إضافة إلى حديقة مصممة على الطراز الهندسي البريطاني. تعتبر بناية المتحف إحدى المعالم العمرانية الفريدة بطنجة حيث شيدت سنة 1898 على الطراز الهندسي البريطاني لتستجيب لمتطلبات البروتوكول على اعتبار أن المبنى كان مقرا للقنصل العام البريطاني بالمغرب. فكان لزاما أن يجمع بين المتانة ورونق وجمالية التصميم والهندسة، وتبلغ مساحة العرض حوالي 270م على علو قدره 5 أمتار سقفها من الخشب المغلف بسقف مستعار من الجبص المنقوش مكسوة ببلاط من الخشب الأخضر. يضم المتحف مجموعة مهمة من أعمال التشكيليين المغاربة ويعطي بانوراما عن الحركة التشكيلية المعاصرة بالمغرب، ويساير الأشواط التي قطعتها بدءا بأعمال رواد الجيل الأول الذين عبروا الطريق أمام ظهور فن تشكيلي مغربي فأعمال مرحلة الخمسينات التي تقاسمها اتجاهان، أولهما تمثله "مدرسة الفنون الجميلة بتطوان " والثاني تمثله" مدرسة الفنون الجميلة بالدار البيضاء "، ثم مرحلة الستينات التي أعلنت عن ولادة جيل جديد أحدث القطيعة مع مخلفات الفترة الاستعمارية. كما يضم المتحف أشكالاً ذات نزعة فطرية لفناني مرحلة السبعينات. |
|  | فندق كونتينتال يعد فندق كونتينتال أقدم فندق في مدينة طنجة. حيث بني خلال الفترة الدولية أواخر القرن التاسع عشر. وهو يتواجد داخل المدينة القديمة ويطل على البحر الأبيض المتوسط. |
|  | ساحة السوق الكبير عبارة عن ساحة كبيرة تمتد بين أسوار المدينة القديمة وشوارع المدينة الحديثة على مساحة كبيرة تشمل الحدائق المسماة بحدائق المندوبية. وقد كانت الساحة منذ استرداد طنجة في القرن السابع عشر عبارة عن سوق أسبوعي يقصده الباعة والمشترون من داخل المدينة ومن خارجها (منطقة الفحص)، وقد شهدت الساحة تغييرا في نشاطها بعد خطاب الملك محمد الخامس يوم 09 أبريل 1947 الذي يؤكد فيه دعم استقلال المغرب ودعمه للمقاومة المغربية. لازالت الساحة حتى اليوم تشهد أنشطة تجارية مختلفة حيث تنتشر على جنباتها دكاكين لبيع الفواكه والتوابل. وهو عبارة عن سوق للنساء بصفة خاصة. حيث أن معظم الباعة فيه من النساء، كما يعرف السوق ببيعه التذكارات عن مدينة طنجة خصوصا الفوطة (المنديل) الجبلي والشاشية. بالإضافة إلى ذلك تطل الساحة على عدة معالم تاريخية لمدينة طنجة كمتحف فوربيس وكنيسة سان أندرو ومسجد سيدي بوعبيد |
|  | كنيسة القديس أندرو بنيت كنيسة سان أندرو الأنجليكانية سنة 1894 بعد أن تبرع السلطان الحسن الأول بأرضها لصالح الجالية الإنجليزية المقيمة بمدينة طنجة. وتمتاز هذه الكنيسة باحتوائها على العناصر العربية الإسلامية في بنائها. فبرج الأجراس بني على شاكلة صوامع المساجد المغربية. في حين صنع مدخل الكنيسة بالخشب المنقوش على الطريقة المغربية وتم تزيين جدران الكنيسة بآيات من الإنجيل كتبت بالخط الكوفي المغربي. كما أن خلفية المذبح زينت بشعار بني الأحمر وثوار الأندلس “لا غالب إلا الله”. وبالتالي تشكل الكنيسة نموذجا فريدا لتجاور الثقافتين الإسلامية والمسيحية. كما أنها تظهر جانبا من التسامح الديني الذي عاشته مدينة طنجة خلال القرنين الماضيين. |
|  | [ 6 ] مَسْجِدُ السَّورِيِّينَ مسجد يقع بمدينة طنجة بالمملكة المغربية. تأسس سنة 1975 من طرف عائلة ططري من حلب وعائلة ترجمان من دمشق تخليدا للمشاركة المغربية في حرب الجولان ضد إسرائيل، وبعد الانتفاضة السورية تحول هذا المسجد رمزاً للتضامن المغربي مع الشعب السوري في انتفاضته ضد نظام بشار الأسد. يلقى المسجد إقبالا كثيفا في شهر رمضان للاستماع لتلاوة إمام المسجد يونس الوسيني، وما يجذب المصلين أيضا هو توفره على باحة واسعة. |

## أهمية المدينة الصناعية
تعد مدينة طنجة من المدن الصناعية بالمملكة شأنها في ذلك شأن الدار البيضاء والقنيطرة. تأتي طنجة في المرتبة الثانية من حيث النشاط الصناعي في المغرب ؛ إذ يوجد فيها العديد من المصانع التي تعمل في مجال الملابس الجاهزة التي تصدر إلى الخارج، كما تعتبر مدينة طنجة قطباً مهماً في صناعة السيارات وأجزاء السيارات لوجود مجموعة من الشركات العالمية المعروفة اللتي تستفيد من البنية التحتية الجيدة، كما أنها موطن لمصنع السيارات للشركة الفرنسية رونو في المغرب حيث أنتج هذا المصنع سنة 2014 ما يزيد عن 180.000 سيارة. وسوف يتزايد هذا العدد ليصل إلى 400.000 سيارة في أفق سنة 2020. ويمثل هذا الإنتاج 100 بالمئة من الإنتاج الوطني للسيارات التي تستعمل وطنيا أو تصدر إلى مناطق خارج الوطن في مقدمتها ألمانيا وتركيا.
وتنتج طنجة سدس إنتاج المغرب من الطباعة والنشر، كما تنتج الأغذية والمواد الكيميائية.
ويعد ميناء طنجة من أكبر الموانئ التي تعمل في مجال الاستيراد والتصدير.
كما تعد طنجة من أكبر المراكز الثقافية في إفريقيا، حيث يوجد بها العديد من قاعات الفنون والمسارح والموسيقى والمتاحف والجمعيات الثقافية الشهيرة. كما ينتسب إليها بعض الشعراء والكتاب والممثلين والفنانين المشهورين. أدى أغنياء المدينة دورا مهماً في دعم النشاط الثقافي. كما كان لوجود جو التعبير الحر والعديد من شركات الإعلان والاتصال إسهام كبير في ازدهار الثقافة في المدينة.
يتواجد في المدينة أربع مناطق صناعية كبرى هي :
| المنطقة الصناعية    | المساحة بالهكتار | عدد الوحدات الصناعية |
| ------------------- | ---------------- | -------------------- |
| طنجة أوطوموتيف سيتي | 280              |                      |
| طنجة                | 6                | 89 وحدة              |
| مغوغة               | 138              | 136 وحدة             |
| المجد               | 23               | 138 وحدة             |

تعد منطقة طنجة أوطوموتيف سيتي من أهم المناطق الصناعية بالمغرب، فهي تنتج مئة بالمئة من الإنتاج الوطني من السيارات كما أنها توفر 36 ألف منصب شغل مباشر وغير مباشر ومن المرتقب توسعة مساحة هذه المدينة الصناعية لتصل إلى مساحة 500 هكتار في أفق سنة 2020.

## الميناء
يقع ميناء طنجة المدينة على الطرف الغربي لمضيق جبل طارق، وهو مفتوح باتجاه الشمال الغربي.
يرجع أصل الميناء إلى القرن السابع عشر عندما شيد الإنجليز حاجز أمواج بطول 225 م وعرض 33 م دمر في سنة 1684. تم منح تفويض مستودع الفحم للسفن البخارية في يوليوز 1895 وقد ظهر سنة 1897 أول رصيف خشبي. بين سنتي 1903 و1908 تم تشييد ميناء صغير للبواخر والمراكب الشراعية الصغيرة. كان يشمل حاجزا بطول 340 متر يحمي الميناء من الأمواج الشمالية الغربية. خلال سنة 1921، منح ظهير صادر عن الدولة الشريفة «لشركة ميناء طنجة» الحق الحصري لبناء وصيانة واستغلال ميناء طنجة. وقد مكن هذا الرصيف من تحسين ظروف هبوط الركاب والبضائع. بين عامي 1925 و1933 أقدمت «شركة ميناء طنجة» على العديد من التوسيعات بينها إنشاء حاجز أمواج بطول 960 م ومعبر وسيط بطول 300 م ومسطحة لودائع الفحم وزيوت الوقود والعديد من الأرصفة وعمليات جرف بعمق ـ3،5 متر وـ4 م داخل حوض المساحلة وتفتيت الصخور للإرساء بعمق ـ8 أمتار وكذا رصيف نفط ورصيف توقف. في سنة 1967 قررت الدولة إلغاء الامتياز الممنوح «لشركة ميناء طنجة» وقررت تفويض إدارة الميناء إلى هيئة شحن وتفريغ ميناء الدار البيضاء. في سنة 1985، أُوكِلت إدارة الميناء إلى مكتب استغلال الموانئ ثم إلى الوكالة الوطنية للموانئ في 2006. وبموجب مرسوم وزاري صادر في 15 دجنبر 2010 تم إغلاق ميناء مدينة طنجة في وجه السفن التجارية ليستقبل فقط السفن السياحية والعَبَّارات السريعة المتوجهة نحو طريفة (ميناء جنوب إسبانيا).

## السياحة
تعتبر السياحة في طنجة من أهم المداخيل المالية للمدينة، بحيث تتوفر المدينة على مؤهلات سياحية ومناظر طبيعية مميزة وأهمها المدينة القديمة (القصبة) والتي تطل على البحر الأبيض المتوسط بأبراجها وأبوابها العتيقة التي لا زال البعض منها قائما لحد الآن.
ومن مميزاتها الطبيعية أنها تتوفر على غطاء غابوي يوفر للمدينة متنفسا طبيعيا وكذلك منظره الجميل المطل على البحر. ومنطقة غابة الرميلات هي واحدة من أهمها.
ومنها أيضا (مغارة هرقل) التي تقع جهة غرب المدينة وتطل على المحيط الأطلسي وتمتاز بمنظرها الذي يشبه خريطة إفريقيا.
يحيط بالمدينة من الناحيتين الغربية والشمالية شريط ساحلي بطول 16 كلم. يقع 12 كلم منها على شاطئ خليج طنجة الكبير. وهذا ما يجعل من طنجة نقطة اصطياف للآلاف من السياح سنويا من داخل المغرب وخارجه.
تستقبل مدينة طنجة سنويا عددا مهما من السياح الاجانب الوافدين على المغرب.كما أنها بوابة عبور للنسبة الأكبر من مغاربة العالم خلال زيارتهم لبلادهم في فصل الصيف، من خلال ميناء طنجة المتوسط. في حين ثم تحويل ميناء طنجة القديم من ميناء تجاري إلى ميناء ترفيهي منذ سنة 2010.
وتتوفر المدينة على عدة منتجعات وقرى ساحلية من أهمها منتجع طنجة سيتي سانتر الذي تم افتتاحه سنة 2007 على مساحة 18 هكتار بطاقة استيعابية تقدر ب 1.230 سرير تعادل 20 بالمئة من الطاقة الاستيعابية للمدينة.

## النقل والمواصلات
خدمات العبارات البحرية السريعة، كل ساعة تقريباً، تربط طنجة بموانئ طريفة بإسبانيا (35 دقيقة) والجزيرة الخضراء بإسبانيا (ساعتان)، وجنوة بإيطاليا. ومدينة سيت بجنوب فرنسا.
يعتبر مطار ابن بطوطة الدولي شريان النقل الجوي للمدينة وللجهة ككل، والذي رغم صغره يستقبل عددا لا بأس به من المسافرين. حيث استقبل ما يربو عن 849.882 مسافر سنة 2011. وتتوفر المدينة على شبكات للقطار تربطها تقريبا بجل مدن المملكة. وينضاف إليها أيضا مشروع القطار السريع (TGV) الذي بدأت الأشغال فيه منذ سنة 2014 ونهاية الأشغال منه في سنة 2017 والذي يربط بين مدينة طنجة والدار البيضاء مرورا بالقنيطرة والرباط في ساعتين تقريبا. وهو من بين أهم الأوراش التي تهم المدينة من حيث تأهيل وتطوير بنيتها التحتية بعيد انطلاق مشروع طنجة الكبرى.

## الاقتصاد
تعد مدينة طنجة من أغنى المدن المغربية. وقد صنفت سنة 2007 كواحدة من أغنى المدن المغربية من حيث الدخل الذي تدره عليه مداخيل الجالية المنتمية للإقليم والمتواجدة بأوروبا خاصة ألمانيا، هولندا، بلجيكا إسبانيا والدول الإسكندنافية. كما أنها تعد مدينة صناعية تتوفر على مجموعة من المعامل (الصلب، الإسمنت، الآجر...)، وستشهد المدينة منطقة صناعية جديدة، بالإضافة إلى منطقة حرة للتصدير تتواجد جنوب مدينة طنجة على مساحة 3,45 كيلومتر مربع. كما أن المدينة تمتاز بميناء ومطار دولي يساهم في تنمية اقتصادها.
كما أن للمدينة وضع ضريبي خاص يجعلها معفية من 50 بالمئة من الضرائب وهذا ما يشجع الأجانب وبالأخص الإسبان والفرنسيين على الاستثمار بها.

### المنطقة التجارية الحرة
تعد منطقة طنجة الحرة المنطقة الأولى من نوعها على المستوى الوطني. فقد تم إنشاؤها بمقتضى ظهير ملكي سنة 1962 على مساحة 11.68 هكتار في منطقة الميناء القديم ذات الموقع الاستراتيجي بين المحيط الأطلسي والبحر الأبيض المتوسط. بالإضافة إلى رصيف بطول 130 متر.
لكنه تم اقتطاع مساحة منها لتصبح المنطقة بمساحة 5.46 هكتار. وبالمقابل لم تعد المنطقة تقتصر على المجال التجاري بل تعدّته إلى المجال الصناعي باستقطابها لعدة مقاولات صناعية.

## الثقافة

### المتاحف
تضم مدينة طنجة العديد من المتاحف، من بينها:
- متحف القصبة.
- متحف الفنون المعاصرة.
- متحف فيلا هاريس.
- متحف دار النيابة-بيت الفنان.
- متحف الانتداب الأمريكي.
- متحف مؤسسة لورين.[34]

### الدين
يمثل المسلمون ما نسبته 99.7 بالمئة من سكان مدينة طنجة. يتبع 99.9 بالمئة منهم المذهب السني المالكي، في حين يتبع الباقون المذاهب الإسلامية الأخرى

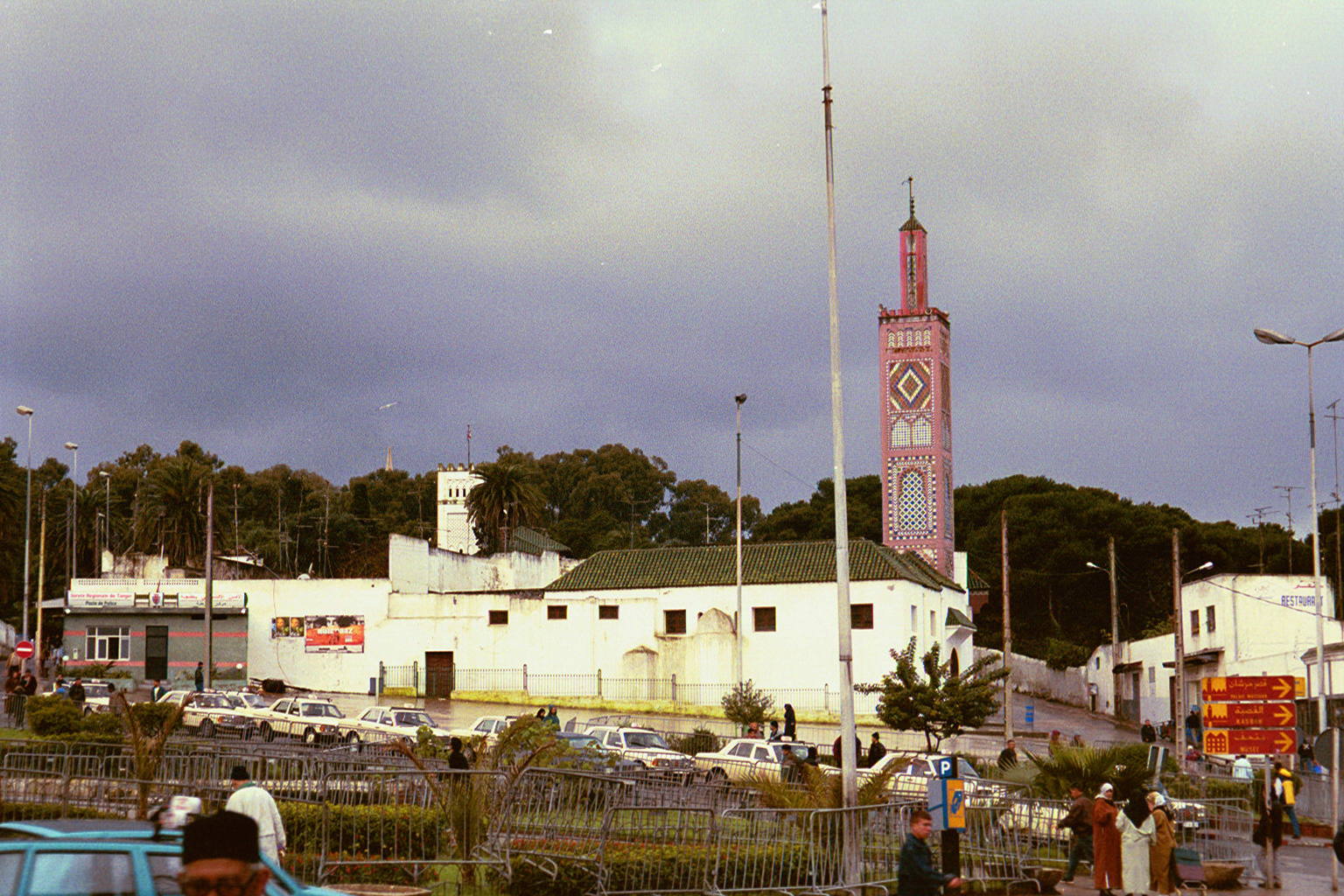
مسجد سيدي أبي عبيد أنشئ سنة 1917

تنتشر في طنجة العديد من الطرق الصوفية السنية أهمها : الطريقة الشاذلية - الطريقة الحراقية - الطريقة البقالية - الطريقة العجيبية - الطريقة التيجانية - الطريقة الدرقاوية والطريقة الناصرية.
تحتوي المدينة على 34 زاوية (خانقاه أو رباط للصوفية) لمختلف الطرق الصوفية وهذا أبرز دليل على مستوى التدين الكبير عند أهالي المدينة، وتتوزع هذه الزوايا على جميع أنحاء المدينة على النحو التالي:
- العجيبية : حي أطلنتيك
- البقالية : حي مولاي علي الشريف
- العجيبية : حي ابن كيران
- القادرية البودشيشية : حي السواني
- التيجانية : حي مبروكة
- العجيبية : حي الجامع
- الكتانية : حي المصلى
- العليوية : حي المصلى
- الشاذلية : حي المصلى
- الشاذلية : شارع الأوروكواي
- التيجانية : حي المصلى
- العيسوية : السوق الداخل
- الوزانية : حي بني يدير
- العجيبية : محج محمد ابن الصديق
- العليوية : محج ابن بطوطة
- البقالية : محج ابن عبو
- التيجانية : محج ابن عبد الصادق
- الحمدوشية : حي اكزناية
- الشاذلية : محج ابن ريسون
- البقالية : محج بوقنادل
- الحراقية : حي واد راس
- التيجانية : محج الدازيين
- الصافية : ساحة الطابور
- الريسونية : محج ابن ريسون
- الناصرية : حي الناصرية
- البقالية : محج بو قنادل
- الصديقية : محج محمد ابن الصديق
- التليدية : حي مرشان
- البقالية : حي سابلة الجماعة
- التيجانية : حي سابلة الجماعة
- البقالية : شارع الحسن الثاني
- الداودية : حي واد راس

وهذا التنوع في عدد الزوايا وانتشارها يوضح مدى التسامح الفكري والعقائدي لأهالي مدينة طنجة. فرغم أن بعض هذه الزوايا لا يفصل بينها إلا بضعة أمتار، إلا أن ذلك لم يكن حاجزا بين انتشار التسامح والتعايش بين مريديها.
ومن الملحوظ لدى سكان طنجة ميلان كبير نحو التدين والتمسك بتعاليم الإسلام رغم التحولات التي تعرفها طنجة كمدينة عالمية ومركز سياحي مهم جنوب المتوسطي.
يتواجد بالمدينة 378 مسجدا مرخصا موزعين على المقتطعات الأربع على النحو التالي:
- طنجة المدينة : 149 مسجد
- الشرف مغوغة : 72 مسجد
- الشرف السواني : 49 مسجد
- بني مكادة : 108 مساجد

تعتبر الديانة المسيحية الديانة الثانية في طنجة منهم حوالي 3,000 كاثوليكي،  ويتكون المجتمع المسيحي من الأجانب المقيمين بالمدينة إلى جانب مجموعات صغيرة من المسيحيين المغاربة الذين اعتنقوا المسيحية وهم من أصول إما عربية أو أمازيغية،  ويشكلون بنسبة 0.3 بالمئة من السكان، وتخدم الطوائف المسيحية في طنجة عدة كنائس على النحو التالي :
- الكنيسة الإسبانية : خارج الخدمة
- سان أندرو للطائفة الأنجليكانية
- الكنيسة الفرنسية للطائفة الرومانية الكاثوليك
- ساكارادو كوراسون (sagarado corazon) للجالية الإسبانية وتخدم طائفة الرومان الكاثوليك
- الكنيسة الإنجيلية وتخدم الطائفة الإنجيلية
- الكاتدرائية أو كنيسة نوتردام. وقد كانت مقراً لأبرشية طنجة الرومانية الكاثوليكية. وتم نقل مركز الأبرشية لاحقاً إلى مدينة الدار البيضاء نظراً لقلة التواجد المسيحي بمدينة طنجة. لكن احتفظت المطرانية باسمها ولا تزال الكنيسة تحت الخدمة حتى الساعة.
- الكنيسة الإيطالية وكانت تخدم الجالية الإيطالية بالمدينة. لكنها توقفت عن الخدمة منذ سنة 1995 نظراً لقلة المؤمنين.

وتعود كل هذه الكنائس إلى الفترة الدولية وفترة الاحتلال الإسباني، وهذا ما يفسر كثرة الكنائس في المدينة. فمعظم هذه الكنائس بنيت في فترة كانت نسبة المسيحيين من سكان طنجة تتجاوز 40 بالمئة، وفي عام 1952 ضمت طنجة حوالي 31,000 مسيحي بالمقارنة مع 40,000 نسمة من المسلمين وحوالي 15,000 من اليهود.
عاش اليهود لما يزيد عن 2500 سنة في المدينة، فوجودهم سابق للوجود الإسلامي بنحو ألف سنة، لكن معظم هؤلاء اليهود هاجروا خلال القرنين التاسع عشر والعشرين مخلفين حيي حسنونة والملاح لجيرانهم من المسلمين. ويختص يهود طنجة وشمال المغرب عموما في تميزهم بالمشاركة الوازنة في شتى مناحي الحياة الاقتصادية والاجتماعية. كما تميزوا بحرف كانت حصرا عليهم كصياغة الحلي وإصلاح الأحذية وصنع السروج وغيرها. في حين تواجد في طنجة تجار يهود عالميون كانوا خلال فترات مختلفة الأغنى على الصعيد الوطني وقد شغل بعضهم مناصب سامية تمثلت غالبا في السفارة خارج المغرب. ومن أهم مظاهر مساهمات اليهود في بناء المدينة مستشفى ابن تشيمول بحسنونة الذي يعد الأقدم في طنجة، وقام ببنائه المحسن اليهودي حاييم بن شيمول.
كان بمدينة طنجة عدة معابد يهودية لكن معظمها تدمر مع مرور الزمن ونتيجة الإهمال. وبعد اندلاع حمى الهجرة ترك معظم يهود طنجة مدينتهم متجهين إلى عدة مناطق في العالم. وتمتاز هجرة يهود طنجة وشمال المغرب عامة بالهجرة إلى مناطق غير تقليدية أهمها : فنزويلا والبرازيل والأرجنتين وبريطانيا وجبل طارق وبشكل ثانوي الأراضي الفلسطينية المحتلة. واليوم لا يتجاوز تعداد يهود طنجة 150 أشخاص جميعهم من المسنين.

### اللغات
يستعمل معظم سكان طنجة اللغة العربية بعاميتها الجبلية، إلا أن لهجة سكان طنجة مثقلة بشكل كبير بالكلمات الإسبانية التي حافظت على لفظها ومعناها. وتتميز كذلك بنطق حرف الباء أول الكلمة على شكل (p) ونطق حرف الشين على الشكل الإسباني.
يتحدث 12 بالمئة من سكان طنجة اللغة الأمازيغية باللهجة الريفية المستعملة عادة في أقاليم الحسيمة والناظور والدريوش. إلا أن استخدامها يقتصر عادة على المنزل. في حين تستعمل اللغة العربية خارجا.
يتحدث 47.35 بالمئة من سكان طنجة اللغة الفرنسية كلغة ثانية. وهو رقم يفوق الرقم الوطني الذي لا يتجاوز ال40 بالمئة. في حين يتحدث 25 بالمئة من سكان المدينة باللغة الإسبانية كلغة ثانية. وتعد اللغتين الإنجليزية والتركية لغة مفهومة عند فئة لا بأس بها من السكان.

### التعليم
توفر مدارس مدينة طنجة نظمها التعليمية بأربع لغات هي : العربية - الإسبانية - الفرنسية والإنجليزية.
المؤسسات الابتدائية
تتوفر مدينة طنجة على 118 مؤسسة ابتدائية مغربية. موزعة على جميع أنحاء المدينة.
المؤسسات الابتدائية الدولية
تتوفر المدينة على عدة مؤسسات دولية بلغات مختلفة على النحو التالي :
- المدرسة الأمريكية
- مدرسة أدريان بيرشي بالفرنسية
- مدرسة رامون كاخال بالإسبانية
- المدرسة الإعدادية الإنجليزية
- المدرسة الأنجلو مغربية.

المدارس الثانوية
تتوفر المدينة على 40 مدرسة ثانوية إعدادية وعلى 19 مدرسة ثانوية تأهيلية مغربية موزعة على جميع أنحاء المدينة.
المدارس الثانوية الدولية
كما تتوفر على عدة مدارس ثانوية دولية على النحو التالي :
- المدرسة الثانوية الأمريكية
- مدرسة رينيالو بالفرنسية
- مدرسة سيفيرو اوتشوا بالإسبانية
- المدرسة الثانوية الإنجليزية
- المدرسة الثانوية الأنجلو مغربية
- معهد محمد الفاتح بالتركية

التعليم العالي
تضم مدينة طنجة كمحج جهوي لطلاب التعليم العالي عدة كليات في شتى المجالات على النحو التالي:
- كلية الحقوق والاقتصاد التابعة لجامعة عبد الملك السعدي بتطوان
- كلية العلوم والتقنيات التابعة لجامعة عبد الملك السعدي بتطوان
- المدرسة الوطنية للعلوم التطبيقية التابعة لجامعة عبد الملك السعدي بتطوان
- المدرسة الوطنية للتجارة والتسيير التابعة لجامعة عبد الملك السعدي بتطوان وهي أكبر مؤسسة لإدارة الأعمال بالمغرب
- مدرسة الملك فهد للترجمة التابعة لجامعة عبد الملك السعدي بتطوان وهي الوحيدة من نوعها بالمغرب
- الجامعة الأمريكية بطنجة نيو- انجلاند
- المعهد الوطني للعمل الاجتماعي
- المعهد العالي الدولي للسياحة. ويعد الأول في المغرب الذي يمنح شهادات تتراوح بين إدارة الأعمال وإدارة الفنادق. ويعد الأكبر على المستوى الوطني.

## الرياضة

ملصق لنادي إسبانيول طنجة يُشهر بالفريق.

يرتبط تاريخ الرياضة في طنجة ارتباطاً وثيقاً بلعبة كرة القدم. وتختلف الروايات حول بدايات كرة القدم بالمدينة، فقال البعض أن بداية الرياضة انطلقت بمطلع القرن العشرين قبل فرض الحماية على المغرب عبر فريق «الإخوة 11» (بالإنجليزية: Eleven brothers) وهو عبارة عن مجموعة من الديبلوماسيين الإنجليز الذين تابعوا دراستهم بفرنسا وإسبانيا، وكانوا يداومون على ممارسة كرة القدم بمنطقة «الوطية الحمراء» حيث يتواجد ملعب مرشان حالياً. وانتشرت اللعبة في المدينة عبر أبناء حي مرشان الذي كان من المعتاد أن يتواجدوا بنفس الساحة لمتابعة اللاعبين وحركاتهم وفهم بعض القوانين. أما طائفة أخرى فقد توجهت للقول بأن البداية الفعلية لكرة القدم بطنجة قد بدأت مع دخول الجنود الإسبان للمدينة بعد فرض الحماية الإسبانية على المغرب، وهي الرواية المؤكدة إذ تأسست معظم الفرق المغربية بشكل نظامي خلال الاحتلال الأجنبي. وكان نادي ألفونصو 13 الذي تأسس سنة 1912 أوّل فريق عرفته المدينة وكان يضم فرعين لكرة القدم هما «ألفونصو 13» و«أتلتيك طنجة» وتبع الفريق تأسيس عدة نوادي أخرى أهمها «نادي إيركوليس» (بالإسبانية: Alfonso XIII) و«نادي كردنال سسنروس» (بالإسبانية: cardinal cisneros) و«فريق بريسنبي أوديني» (بالإسبانية: Prencipe Udine) وغيرها من الفرق الأخرى. وقد شاركت العديد من الفرق المغربية في البطولة الإسبانية لكرة القدم وكان من بينها أندية طنجية لعبت في دوري الدرجة الثانية أهمها نادي إسبانيول طنجة (بالإسبانية: Unión Deportiva España) والمدرسة الإسبانية العربية لطنجة (بالإسبانية: Escuela Hispano Árabe de Tánger) ونادي المغرب الأقصى (بالإسبانية: FC Maghreb Al Aksa). وحُلت معظم الأندية بعد استقلال المغرب عن الحماية الإسبانية والفرنسية.
تعتبر مدينة طنجة من أهم المدن الرياضية بالمغرب نظراً لتوفرها على البنيات التجهيزية الرياضية المناسبة لمختلف الرياضات، ويعتبر ملعب طنجة الكبير أو ملعب ابن بطوطة من أهم المنشآت الرياضية في المنطقة وقد تأسس سنة 2011 ليستوعب أكثر من 45,000 متفرج واتخذه نادي اتحاد طنجة ملعباً أساسياً له خلفاً لملعب مرشان. واحتضن الملعب نهائي كأس العرش لسنة 2015 إضافة إلى عدة مباريات للمنتخب الوطني لكرة القدم. وقبل ملعب ابن بطوطة كانت معظم المقابلات الرياضية المهمة لكرة القدم بالمدينة تقام بملعب مرشان الذي تم هدمه سنة 2016 وتحويله إلى فضاءات خضراء. أما بالنسبة لباقي الرياضات ككرة السلة وكرة اليد، الكرة الطائرة والفوتسال فقد تم تخصيص ثلاث قاعات رياضية لممارستها وهي قاعات الزياتن، بدر والدرادب. يجدر بالذّكر أن ملك المغرب محمد السادس قد أشرف على إطلاق مشروع إنجاز قرية رياضية بمنطقة الزياتن، رُصدت لهذا المشروع استثمارات بقيمة 600 مليون درهم وسيُنجز على مساحة 74 هكتاراً. تضم القرية الرياضية مركباً لكرة المضرب ومسبحاً أولمبياً وملعباً لكرة القدم إضافة إلى قاعات مغطاة متعددة الاستعمالات وملاعب للرغبي وكرة السلة والكرة الطائرة والكرة الحديدية وكذا ثانوية رياضية ومضمار للجري، وفندقين، ومصحة رياضية ومنطقة ترفيهية تضم متاجر للوازم الرياضة.
تحتضن طنجة العديد من الفرق الرياضية المغربية الرائدة في مختلف أنواع الرياضات، ويسير نادي اتحاد طنجة جميع فروع الرياضات في المدينة إذ تلعب كل أندية طنجة بكرة القدم وكرة اليد والكرة الطائرة تحت اسم «اتحاد طنجة»، باستثناء فرع كرة السلّة الذي يلعب تحت اسم نهضة طنجة إثر اندماج حدث بين اتحاد طنجة ونهضة طنجة لكرة السلة.

## أعلام طنجة

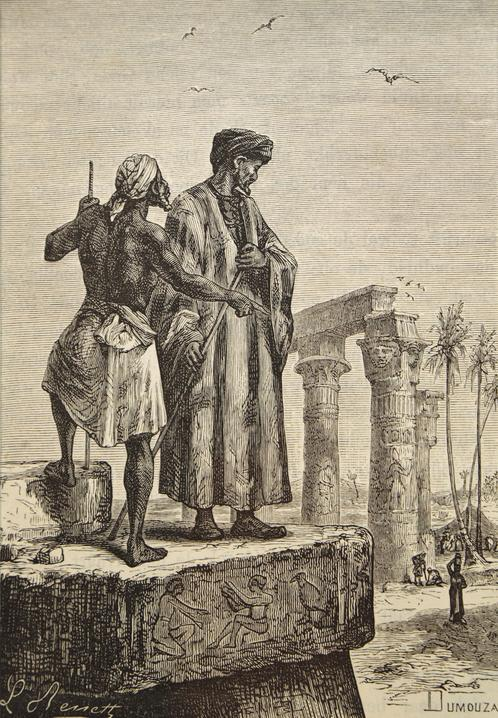
ابن بطوطة

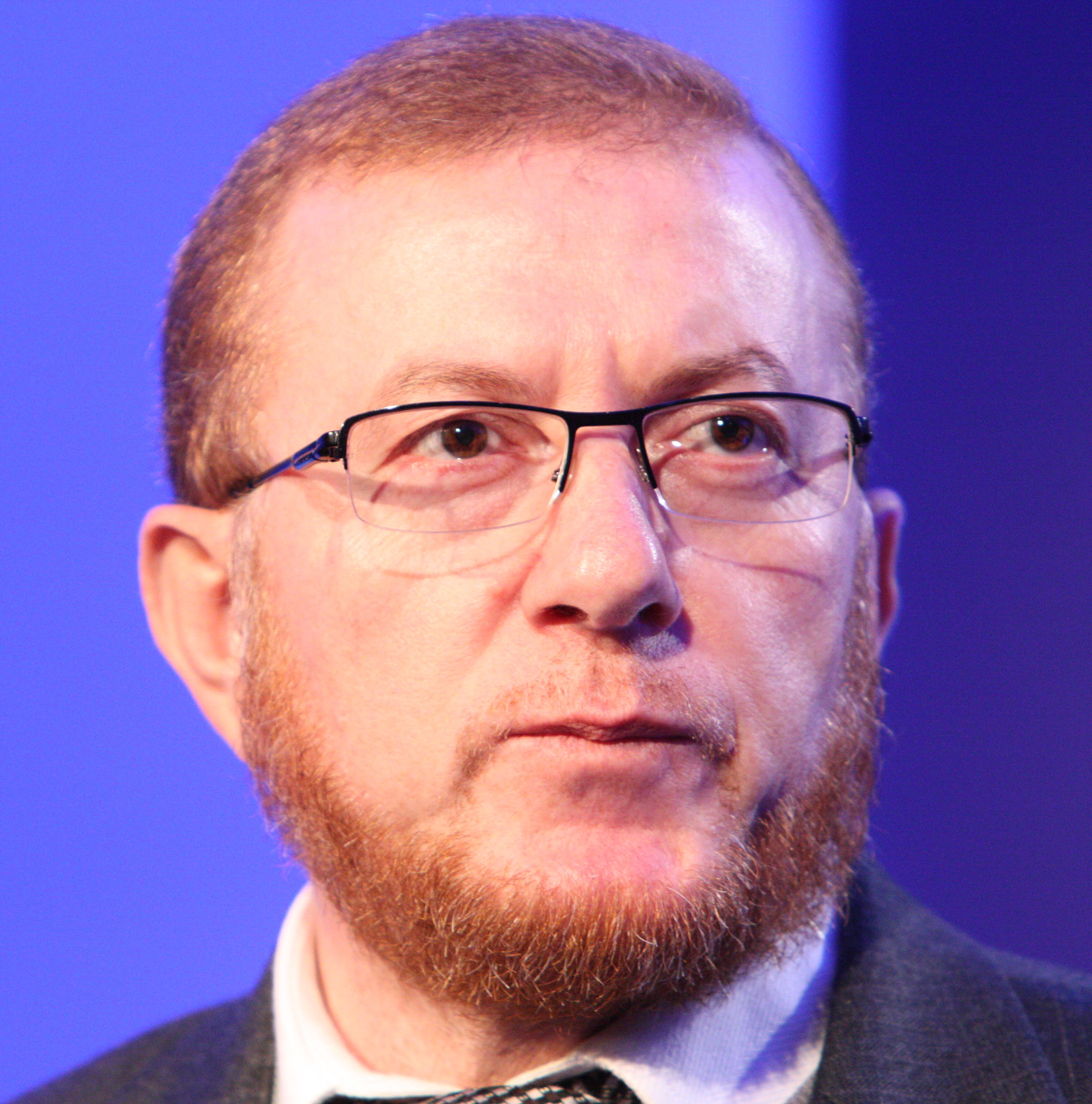
محمد نجيب بوليف

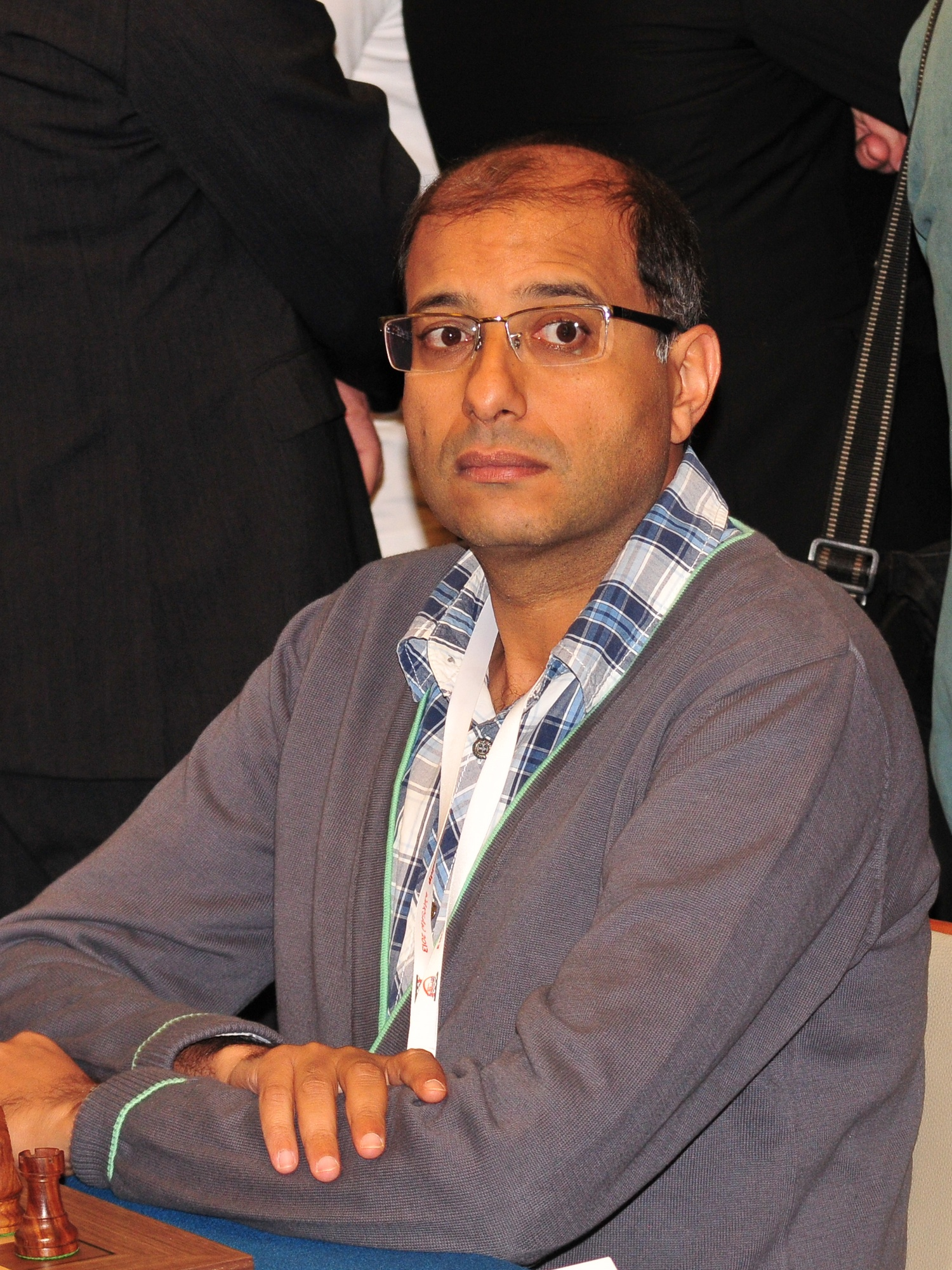
هشام الحمدوشي

### الميدان الديني
- عبد الباري الزمزمي
- عبد الله بن الصديق الغماري
- عبد المنعم بن الصديق
- عبد الله الدهدوه

### الميدان العلمي
- ابن بطوطة[54]
- إدريس الخرشاف
- الحسن بن محمد الغسال

### الميدان السياسي
- ميسرة المطغري
- عبد الرحمن اليوسفي
- عبد الواحد الفاسي
- علي يعته
- جان لوك ميلونشون
- محمد نجيب بوليف
- يوسف العمراني

### الميدان الأدبي
- الطيب بوعزة
- عبد الواحد استيتو
- فريدة بليزيد
- وفاء الحمري
- محمد شكري
- محمد الساحلي

### الميدان الفني
- البشير السكيرج
- جورج كولاصو
- سناء حمري
- مسلم (مغني)
- مومن السميحي
- سمية أكعبون
- عبد القادر البدوي
- عبد الرزاق البدوي

### الميدان الرياضي
- حسن أقصبي
- هشام الحمدوشي
- أسامة الغريب
- جواد العشاب
- بلال أصوفي
- إبراهيم أوشريف
- المهدي كارسيلا
- علي بوصابون

### ميادين أخرى
- ياسين زيزي
- محمد واموسي

## توأمة
| - فارو. - جزيرة بوكيت. - لييج. - فالبارايسو. | - بنزرت. - الجزيرة الخضراء. - الشارقة. - مالقا. | - نواكشوط. - سان دوني. - البيرة. |

## روابط خارجية
- طنجة على موقع الموسوعة البريطانية (الإنجليزية)